# Le Grand Restaurant (film, 1966)
Vous lisez un « bon article » labellisé en 2023.
Pour les articles homonymes, voir Le Grand Restaurant.
Pour plus de détails, voir Fiche technique et Distribution.

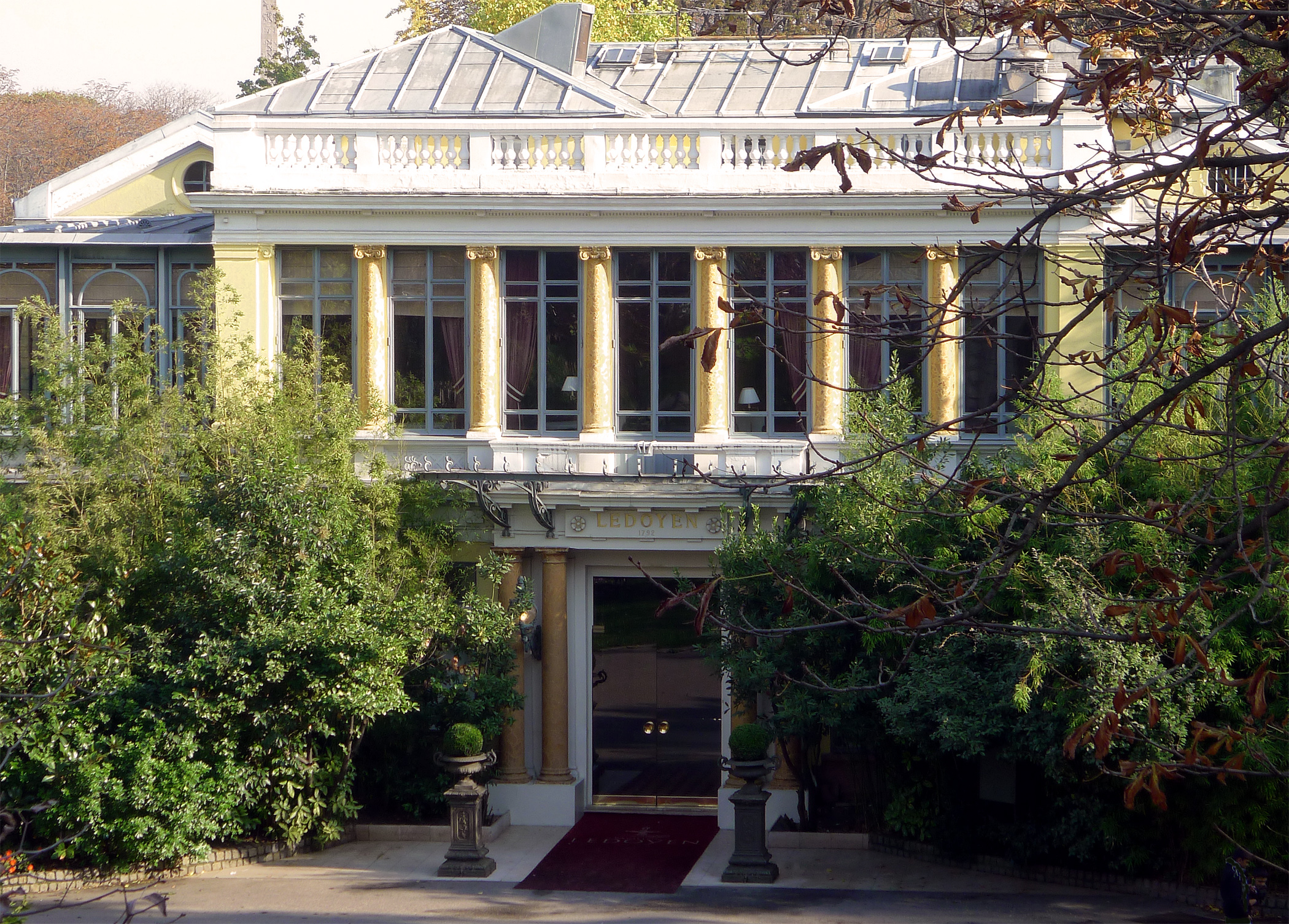
Le Pavillon Ledoyen, décor extérieur du restaurant Septime.

Le Grand Restaurant est un film comique français réalisé par Jacques Besnard, sorti en 1966.
Imaginé dès la fin des années 1950 par Louis de Funès, qui puise dans ses souvenirs de pianiste de bar surexploité, le film raconte les mésaventures de M. Septime, patron d'un grand restaurant parisien sur les Champs-Élysées, fleuron de la gastronomie française, aussi tyrannique avec ses employés qu'obséquieux avec ses clients. Sa vie est bouleversée par l'enlèvement d'un chef d'État d'Amérique du Sud dans son prestigieux établissement, et tous les soupçons s'orientent vers lui.
En plus d'être l'acteur principal, Louis de Funès coécrit le scénario, compose la distribution et collabore à la direction d'acteurs lors du tournage. Le film est le premier de sa carrière à la conception duquel il participe concrètement, étant même au départ annoncé comme réalisateur. Il s'entoure de Jean Halain, Jacques Besnard et Jean Marion, proches collaborateurs du réalisateur André Hunebelle, pour bénéficier d'une haute qualité technique, tout en se dispensant des desiderata du vieux maître du cinéma comique français.
Louis de Funès réunit des comédiens lui étant familiers, dont Bernard Blier, Noël Roquevert, Paul Préboist, le duo Grosso et Modo ainsi que d'autres amis des Branquignols, et donne également un petit rôle à son fils Olivier. Le tournage a lieu, dans une bonne ambiance propice à l'improvisation, au sein des studios de Saint-Maurice et en extérieurs à Paris, notamment devant Ledoyen, sur la Côte d'Azur et à Val-d'Isère.
Malgré des critiques mitigées, Le Grand Restaurant, sorti en salles à la rentrée 1966, attire au total plus de 3,8 millions de spectateurs, un succès d'ampleur, mais toutefois moins colossal que celui de La Grande Vadrouille, film sorti en décembre de la même année. Il devient plus tard un classique de la télévision française.

## Résumé

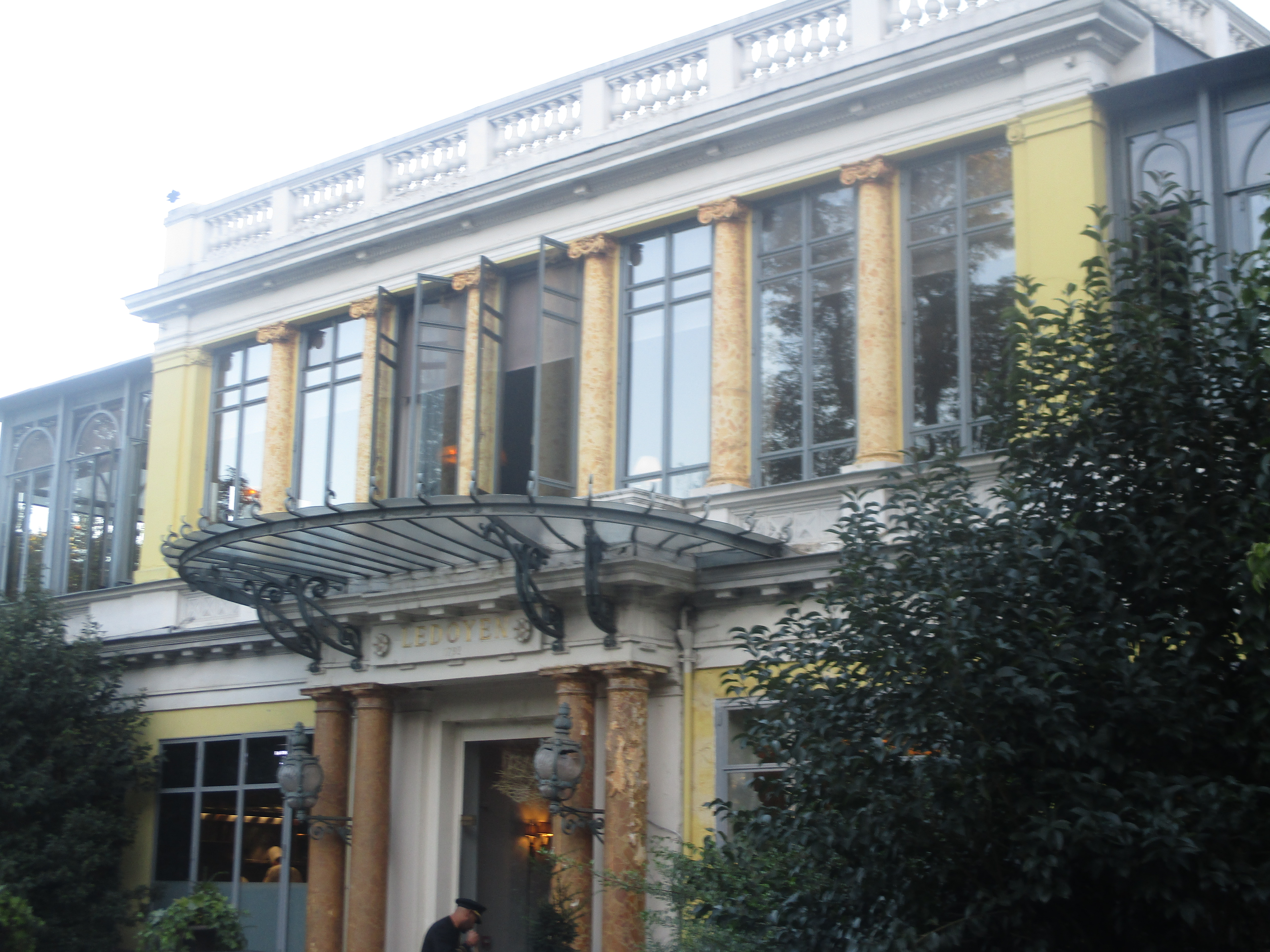
L'entrée du restaurant Septime, table parisienne huppée et renommée, en réalité le Pavillon Ledoyen.

Monsieur Septime dirige d'une main de fer le célèbre grand restaurant Septime, temple parisien de la gastronomie française. Seul le colosse Marcel, le chef de cuisine, le rend lâche. Omniprésent dans la salle, soucieux d'offrir le meilleur des services, Septime veille à chaque détail, reprenant son personnel à la moindre erreur, quitte à leur mener la vie dure. Il traite ses employés, en particulier les serveurs, de manière infantilisante : il les mène au doigt et à l'œil et leur inflige des punitions quasi scolaires. Il oblige par exemple les fautifs à recopier le menu à la main. Son chouchou est son « petit » Roger, serveur lèche-botte prêt à dénoncer ses collègues. À l'opposé, Septime fait preuve d'une grande déférence à l'égard de sa prestigieuse clientèle composée d'hommes politiques importants, d'aristocrates, de hauts responsables de la police, et autres gens du monde.

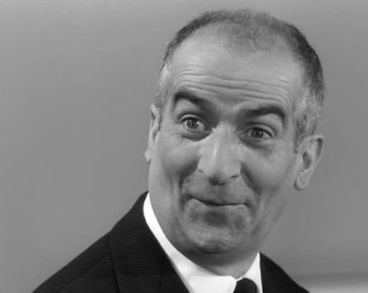
Louis de Funès tient le rôle de M. Septime, intraitable patron du fameux restaurant portant son nom.

Un jour, désireux de voir le comportement de son personnel en son absence, Septime se déguise en client précieux et exigeant, multipliant les demandes absurdes. Un serveur ne garde pas son sérieux face aux caprices du faux client. Septime surprend aussi un flagrant relâchement chez ses employés, voire des pratiques honteuses. Après s'être dévoilé à son personnel circonspect, il accueille une réservation particulière : le président Novalès, chef d'État d'Amérique du Sud en visite officielle à l'Élysée, a fait la demande expresse de dîner le soir même chez Septime. La secrétaire et le chargé de la sécurité du président, Sophia et Enrique, visitent l'établissement.
Cette venue honore Septime, bien décidé à se montrer à la hauteur. Scandalisé par le manque de prestance découvert lors de son inspection surprise, Septime soumet sa brigade de serveurs à un « cours de comédie appliquée à la restauration ». Il travaille leur posture en salle et les mène dans un ballet Grand Siècle ; sous l'impulsion du facétieux pianiste, le ballet raffiné se transforme en brutale danse cosaque. Septime aligne les punitions, provoquant une mutinerie des serveurs, qu'il se résigne à ne sanctionner qu'une fois l'important dîner passé.

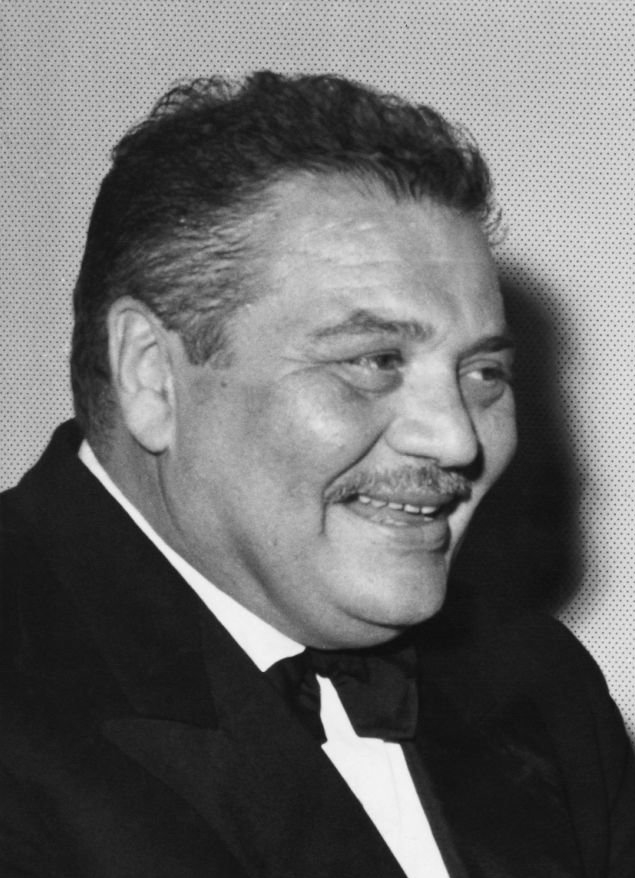
Le président Novalès, chef d'État d'Amérique du Sud en visite à Paris, est interprété par l'acteur italien Folco Lulli.

Le soir, le président Novalès et ses deux assistants viennent dîner chez Septime. Une première humiliation pour ce dernier survient lorsque le pianiste massacre l'hymne de son pays, faute d'avoir pu réunir les musiciens adéquats, mais le président n'en prend pas ombrage. Le repas se conclut sur la « pyramide à la Septime », fameux dessert du restaurant, réclamée par le président. Clou du dîner, Septime fait éteindre la salle pour flamber la pièce montée arrosée d'alcool. Le dessert pétarade de manière inattendue. Lorsque les lumières sont rallumées, le président Novalès a disparu. Sophia et Enrique préviennent immédiatement la police de l'enlèvement. Pris de panique, Septime commence à chercher le président dans tous les recoins de son restaurant, jusque dans les cuisines.
Le lendemain, Septime est interrogé par la police. L'évènement est terrible pour la réputation de son établissement, l'œuvre de sa vie. Intransigeant, le commissaire divisionnaire, d'ailleurs habitué de Septime, ne lui cache pas qu'il est pour l'instant le principal suspect de l'enquête, accusé de complicité avec les terroristes derrière l'enlèvement. Le restaurateur accepte de coopérer : le commissaire lui confie les photos de plusieurs opposants de Novalès identifiés en France. En réalité, de leur côté, ce réseau de conspirateurs contre Novalès est désemparé : ils avaient prévu de l'enlever à la fin du séjour, à l'aéroport, avec l'appui de l'un des leurs, l'assistant Enrique. Pensant qu'un autre réseau les a doublés, les conspirateurs décident de surveiller Septime. De plus, l'impétueuse secrétaire Sophia menace Septime de le tuer s'il ne fait rien pour retrouver Novalès.

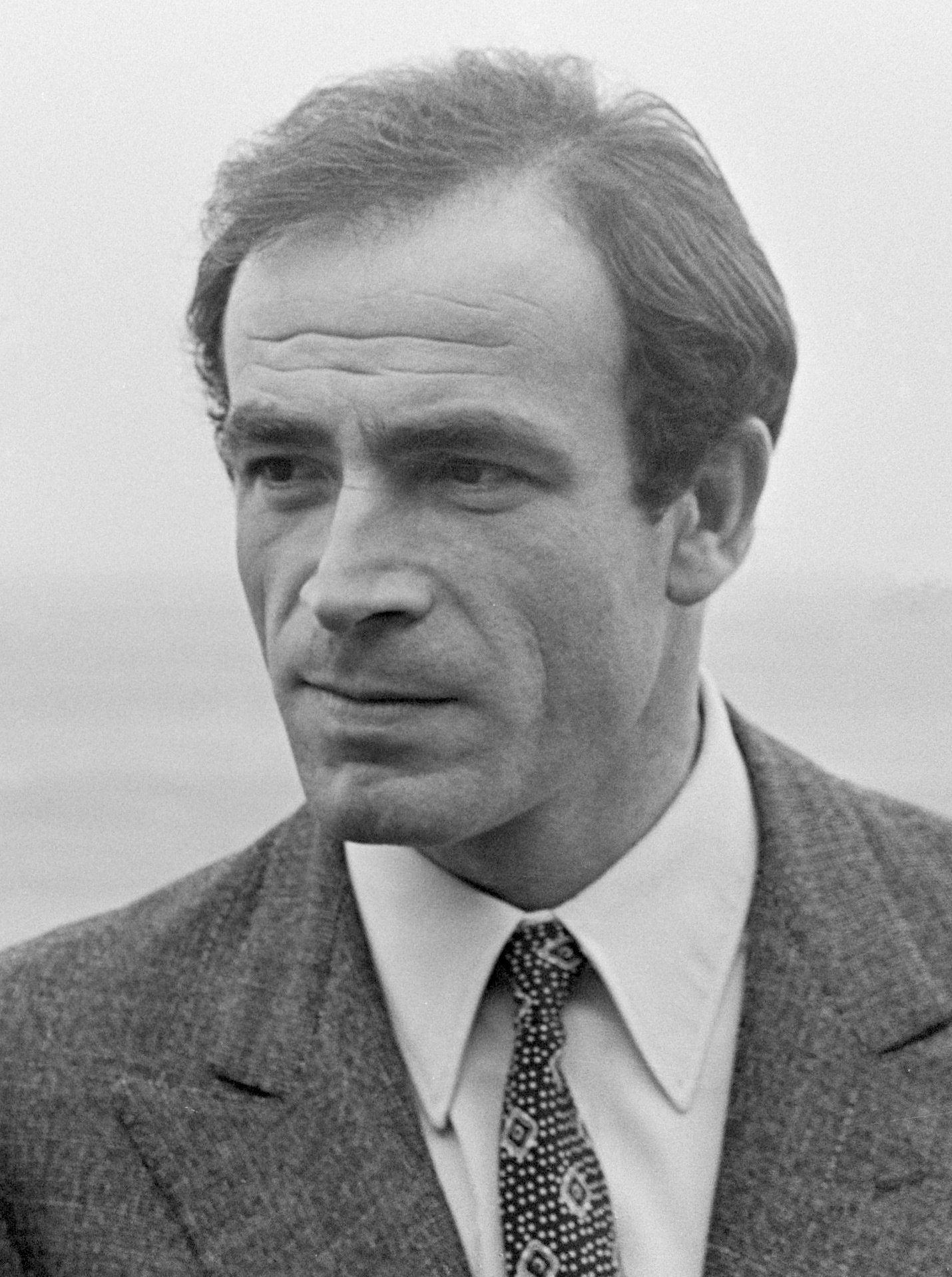
Enrique, chef de la sécurité de Novalès, incarné par Venantino Venantini, est un traître conspirant pour enlever le président.

Au dîner, Septime tente de repérer les conspirateurs parmi ses clients. Sophia et Enrique viennent aussi ensemble, bien que pour des raisons différentes. Les terroristes rendent effectivement visite au restaurant. Septime les identifie, prévient la police, mais commet la maladresse de montrer aux malfaiteurs leurs propres photos. Ceux-ci s'échappent avant l'arrivée des forces de l'ordre et le commissaire divisionnaire, furieux, arrête Septime pour la nuit. Si le coup de la veille a raté, le commissaire estime toutefois que les terroristes vont désormais tenter de mettre la main sur Septime, donnant l'occasion de les capturer. À la sortie du poste, Septime est bien contacté par des ravisseurs de Novalès, à travers un talkie-walkie caché dans sa voiture : une énorme rançon est exigée. Il s'agit en fait d'une opération montée par la police, à l'insu de Septime, pour piéger et attirer les véritables conspirateurs en leur faisant croire qu'une autre bande espère tirer profit de l'enlèvement qu'ils auraient commis.
Au matin, le commissaire remet à Septime une valise remplie de bons du Trésor. Septime devra suivre les indications données par les faux ravisseurs (la police), toujours apeuré par l'idée d'être abattu ou que le président Novalès soit exécuté. La promesse de recevoir la Légion d'honneur en cas de réussite le ragaillardit. La livraison prochaine de la rançon est annoncée dans la presse. L'opération fonctionne puisque les conspirateurs sont excédés par la nouvelle et décident de suivre Septime pour tout de même subtiliser la rançon pour leur propre cause, eux qui voulaient enlever Novalès pour raisons politiques et non pécuniaires.

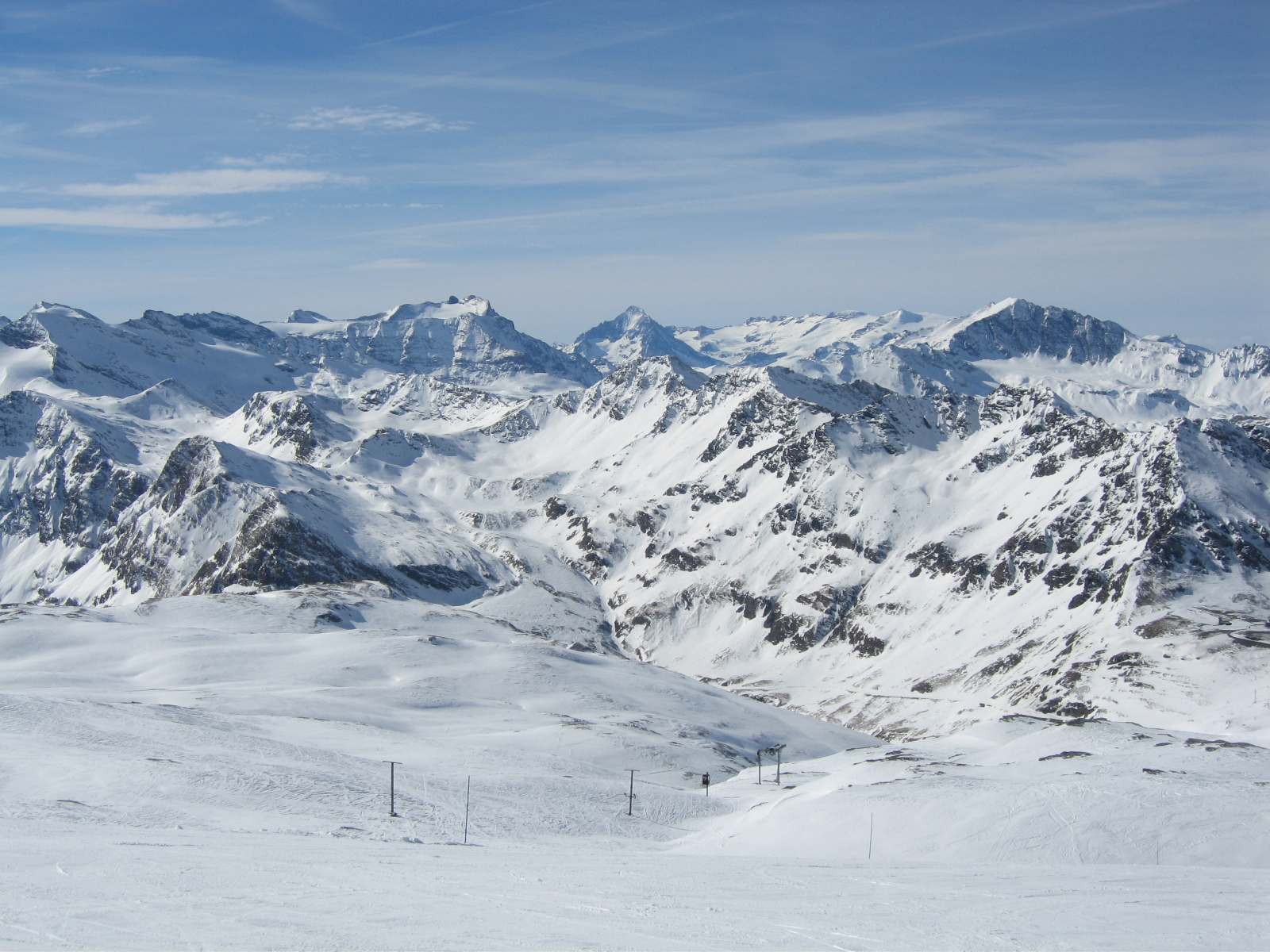
Le plan du commissaire mène Septime jusque dans les montagnes enneigées des Alpes, à Val-d'Isère.

Téléguidé par les instructions du talkie-walkie, Septime roule jusqu'aux Alpes, bientôt suivi par une décapotable conduite par une femme blonde (la secrétaire Sophia dissimulée sous une perruque, elle aussi décidée à coincer les ravisseurs) puis un autre véhicule, avec à son bord Enrique et les conspirateurs. Depuis les airs, le commissaire surveille les trois véhicules en hélicoptère. Les routes enneigées de la station de ski de Val-d'Isère provoquent les accidents de Septime et Sophia mais, après de périlleuses cascades, la police parvient à arrêter le groupe de terroristes. À Paris, au cours de son interrogatoire, Enrique ne peut que nier avoir enlevé Novalès ; le commissaire pense obtenir des aveux de lui tôt ou tard.

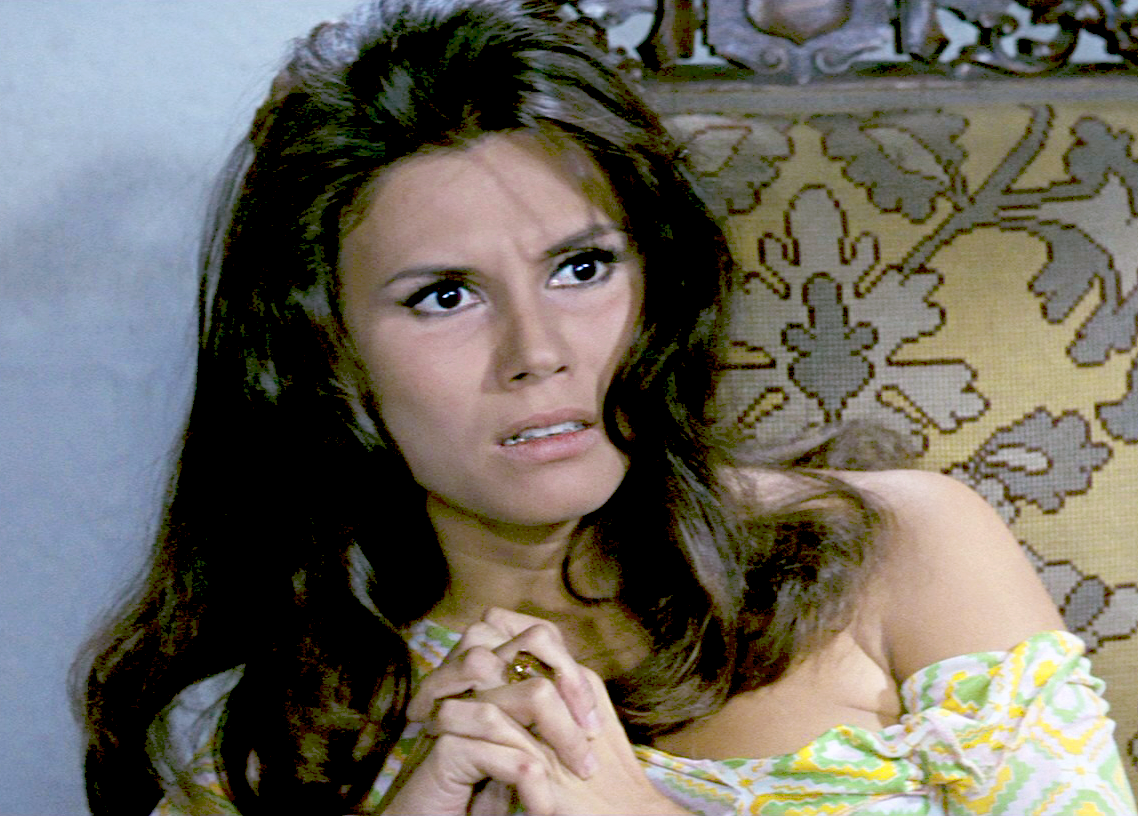
La tempétueuse secrétaire du président Novalès est jouée par Maria-Rosa Rodriguez.

Enfin libéré de cette aventure, serein de retrouver son établissement, Septime reprend sa voiture. Encore une fois, un homme s'adresse à lui depuis la banquette arrière : Septime est sommé de se rendre à un aéroport, d'où, avec le mystérieux individu, il rejoint la Côte d'Azur, à Nice. L'homme le mène jusqu'au jardin fleuri d'une villa donnant sur la mer. Stupéfait, Septime se retrouve face au président Novalès, en train de jardiner tranquillement. L'homme d'État, épuisé par ses fonctions, a organisé sa fuite avec l'un de ses amis, pour s'octroyer quelques jours de vacances. Il présente ses excuses au restaurateur pour les désagréments que lui ont causés ce stratagème. Entendant réparer ses torts, Novalès a tout prévu : il réapparaît et laisse croire que Septime l'aurait sauvé de ses ravisseurs, redorant ainsi l'image de Septime en en faisant un héros. Le commissaire n'est que peu convaincu par l'explication. Novalès dîne à nouveau au grand restaurant, mais, au moment de flamber la « pyramide à la Septime », le même incident a lieu : il ne s'agit cette fois-ci que d'une farce, le président s'étant caché sous la table,.

## Fiche technique

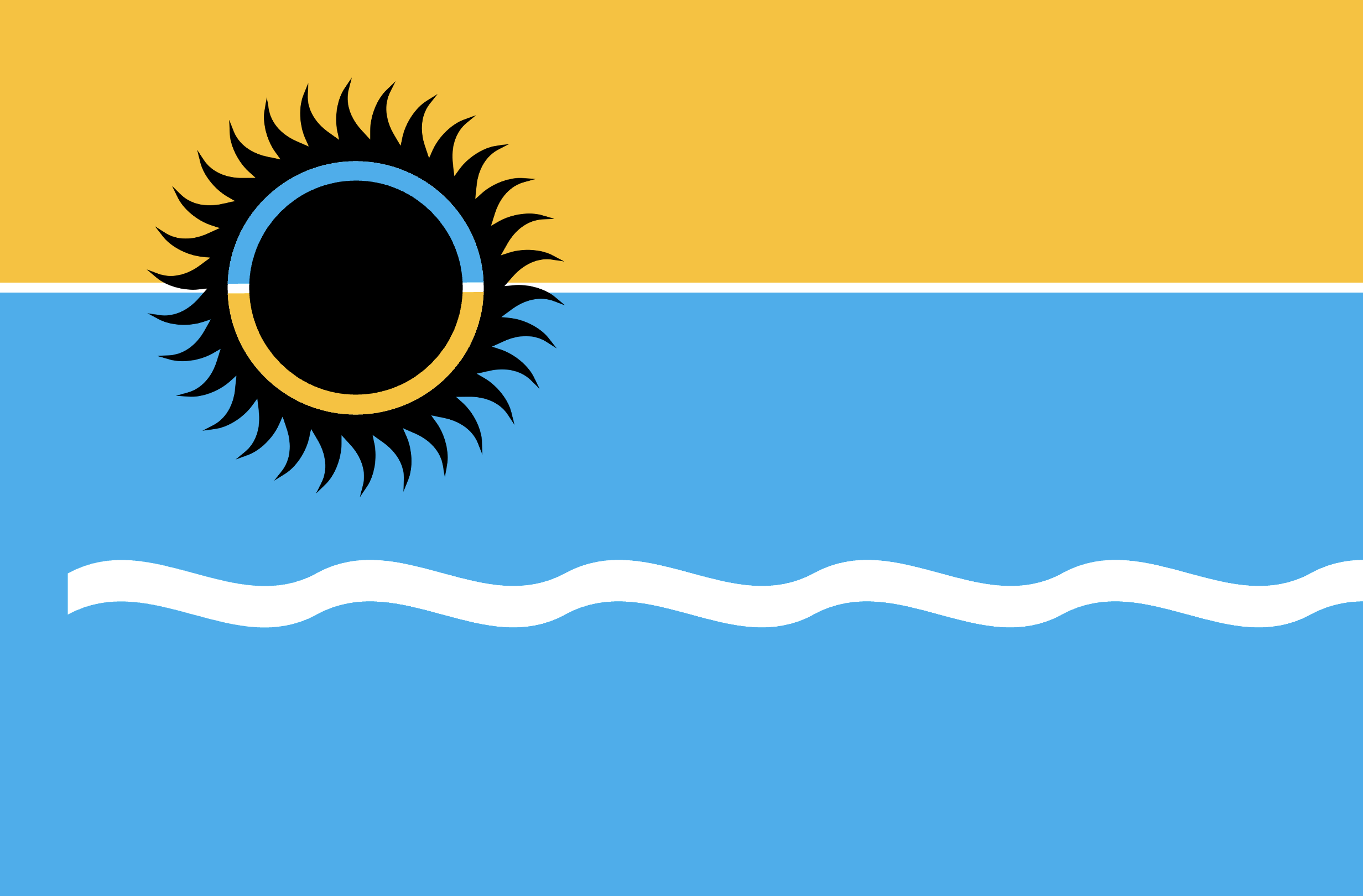
Drapeau du pays d'Amérique du Sud que préside Novalès.

- Titre français : Le Grand Restaurant
- Réalisation : Jacques Besnard
- Scénario : Jean Halain
  - Adaptation : Jean Halain, Louis de Funès, Jacques Besnard (et Jean Marion, non crédité[c])
  - Dialogues : Jean Halain
- Décors : Paul-Louis Boutié, assisté de Henri Sonois et Olivier Girard
- Photographie : Raymond Lemoigne (directeur de la photographie), Jean Benezech (cadreur), Vladimir Ivanov (assistant-cadreur)
- Son : René-Clément Forget
- Assistant-réalisateur : Michel Lang, Pierre Cosson
- Chorégraphie : Colette Brosset
- Effets spéciaux (« cascades ») : Gil Delamare
- Photographe de plateau : Roger Corbeau
- Montage : Gilbert Natot
- Musique : Jean Marion
- Production : Alain Poiré
- Société de production : Société nouvelle des établissements Gaumont
- Pays d'origine :  France
- Langue originale : français
- Format : couleurs (Eastmancolor) — 35 mm — 2,35:1 (Techniscope) — son mono
- Genre : comédie
- Durée : 86 minutes (2 338 métrages)[1]
- Visa d'exploitation : no 31211[1]
- Date de sortie :
  - France : 7 septembre 1966
- Affiches : Jouineau Bourduge, Charles Rau (France)

## Distribution
- Louis de Funès : M. Septime, patron d'un grand restaurant parisien
- Bernard Blier : le commissaire divisionnaire
- Folco Lulli : M. Novalès, le président sud-américain
- Venantino Venantini : Enrique
- Maria-Rosa Rodriguez : Sophia, la secrétaire du président Novalès
- Paul Préboist : le sommelier
- Noël Roquevert : le ministre
- Raoul Delfosse : Marcel, le chef cuisinier
- Max Montavon : le violoniste et le client qui dit que "ce n'est pas cher du tout"
- Roger Caccia : le pianiste
- Jean Ozenne : le maître d'hôtel, qui répète « Mon Dieu ! Mon Dieu ! »
- Pierre Tornade : le second maître d'hôtel
- Maurice Risch : Julien, un serveur
- Guy Grosso : un serveur
- Michel Modo : Petit-Roger, le serveur lèche-bottes
- Jacques Dynam : un serveur
- Paul Faivre : le client taché
- André Badin : l'invité insignifiant du ministre
- Julián Antonio Ramírez : le général conspirateur
- Frédéric Santaya : un conspirateur
- Eugene Deckers : le complice de Novalès
- inconnu : le commandatore Riganti
- Claus Holm : le Doktor Müller (non crédité au générique)
- Marc Arian : un dîneur
- Roger Lumont : un dîneur
- Olivier de Funès : le filleul de Marcel, le chef cuisinier
- René Bouloc : un serveur
- Yves Elliot : un maître d'hôtel
- Henri Marteau : le second inspecteur adjoint
- Jacques Legras : l'agent de police
- Yves Arcanel : Henri, un policier
- Albert Dagnant : un conspirateur
- Bernard Dumaine : le client satisfait
- Pierre Roussel : un serveur
- Robert Dalban : un conspirateur français
- Robert Destain : le baron, un client du restaurant
- France Rumilly : la baronne, une cliente avec son chien
- Jack Bérard : le portier
- Adrien Cayla-Legrand : un dîneur
- Jean Droze : un serveur
- Henri-Jacques Huet
- René Berthier

## Production et réalisation

### Genèse et développement

#### Une vieille idée et envie de Louis de Funès

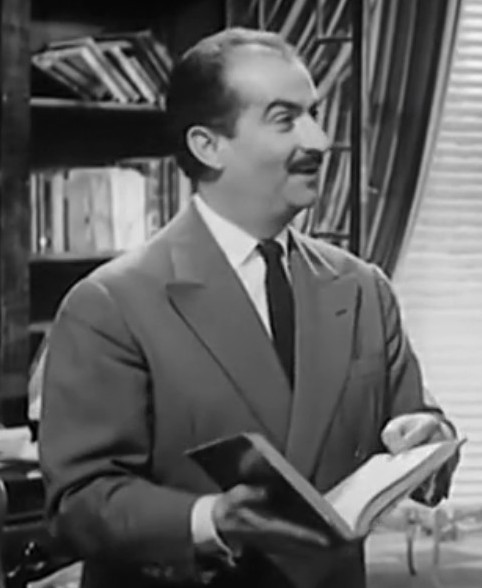
Louis de Funès dans Totò à Madrid, sorti en 1959.

Dès 1958, époque où il joue dans Taxi, Roulotte et Corrida, le deuxième film où il tient le rôle principal, Louis de Funès désire tourner un film nommé Le Grand Restaurant,. Il doit en être — outre l'interprète principal — le réalisateur et le scénariste. Il en parle à André Hunebelle (réalisateur de Taxi, Roulotte et Corrida) et Jean Halain (fils d'Hunebelle et scénariste de la plupart de ses films) et esquisse un premier scénario. Au mois de juin 1958, un écho du journal France-Soir annonce et décrit le projet dans ses grandes lignes :

« Dans Taxi, Roulotte et Corrida, Louis de Funès vit ses derniers moments de tranquillité. Il n'y est que comédien. À la fin de l'année, il sera à la fois metteur en scène, scénariste et interprète du Grand Restaurant. Ce film où il exercera trois métiers lui a été inspiré par un quatrième, qu'il exerça naguère. Louis de Funès était, à ses débuts, pianiste dans des cabarets et restaurants divers. Assis douze heures par jour sur un tabouret, il eut l'occasion d'observer l'envers du décor élégant d'un établissement gastronomique (ou pas). Dans Le Grand Restaurant, de Funès s'est donné le rôle du patron d'un restaurant de luxe et nous fera pénétrer des cuisines à la plonge, du vestiaire à la table d'honneur. »

— France-Soir, 27 juin 1958,.
Louis de Funès n'est alors pas suffisamment connu pour qu'un projet de film soit monté autour de lui. Son idée n'est donc pas tournée. En décembre 1959, lors de la promotion de Certains l'aiment froide, l'acteur parle encore de monter le projet, avec le chansonnier Pierre Dudan qui a comme lui été pianiste de bar pendant des années. Tout au long des années 1960, Louis de Funès repense à son projet. En 1962, son rôle secondaire du restaurateur Gaspard Ripeux dans Le Gentleman d'Epsom préfigure le personnage principal du Grand Restaurant puisqu'il y est obséquieux avec ses clients et incroyablement méchant avec son personnel. Il règle d'ailleurs lui-même une scène du film — muette, puisqu'aperçue derrière une vitre — dans laquelle, comme dans un ballet, il passe de l'un à l'autre membre de son personnel, afin de lui donner un ordre ou de corriger ses actes.
Ce n'est qu'en 1965, après avoir acquis un solide statut de vedette, qu'il relance définitivement son projet de film,. En effet, entre-temps, l'acteur a connu un succès considérable avec les films Le Gendarme de Saint-Tropez, Fantomas et Le Corniaud tournés à la suite durant l'été 1964. Il entreprend de tourner son vieux projet après le tournage des deuxièmes opus respectifs de ses premiers grands succès — Le Gendarme à New York et Fantomas se déchaîne,. Il recommence à peaufiner l'intrigue lors du tournage du deuxième Gendarme.

#### Scénario et préparation
Le Grand Restaurant est le premier film pour lequel Louis de Funès participe directement à l'écriture du scénario. Au début des années 1960, il s'était déjà essayé à l'écriture en coécrivant un scénario avec Jean Laviron mais le projet a été abandonné. Son seul nom attirant le public, l'acteur considère qu'il a une importante responsabilité dans la qualité du scénario et des dialogues de ses films.
Le scénario est coécrit avec le scénariste et dialoguiste Jean Halain, auteur des scénarios de la plupart des films de son père André Hunebelle. Halain collaborera régulièrement avec Louis de Funès pour écrire les scénarios de ses films, jusqu'à La Soupe aux choux en 1981. À partir de septembre 1965, l'acteur — revenu du tournage de Fantomas se déchaîne — consacre pleinement son temps à l'écriture du film. À propos des séances d'écriture, Louis de Funès raconte : « Nous sommes les forçats du rire. Chacun de nous raconte comment il voit la séquence. On se raconte des histoires jusqu'à ce qu'un de nous fasse rire les deux autres. La majorité absolue est indispensable ». Jean Marion, compositeur de la bande originale du film et de dix-huit films de Hunebelle (dont il est le beau-fils), participe lui aussi à l'écriture du scénario, sans être crédité au générique. Le cascadeur Gil Delamare participe à l'écriture des scènes d'actions, qu'il réglera et effectuera en partie,.

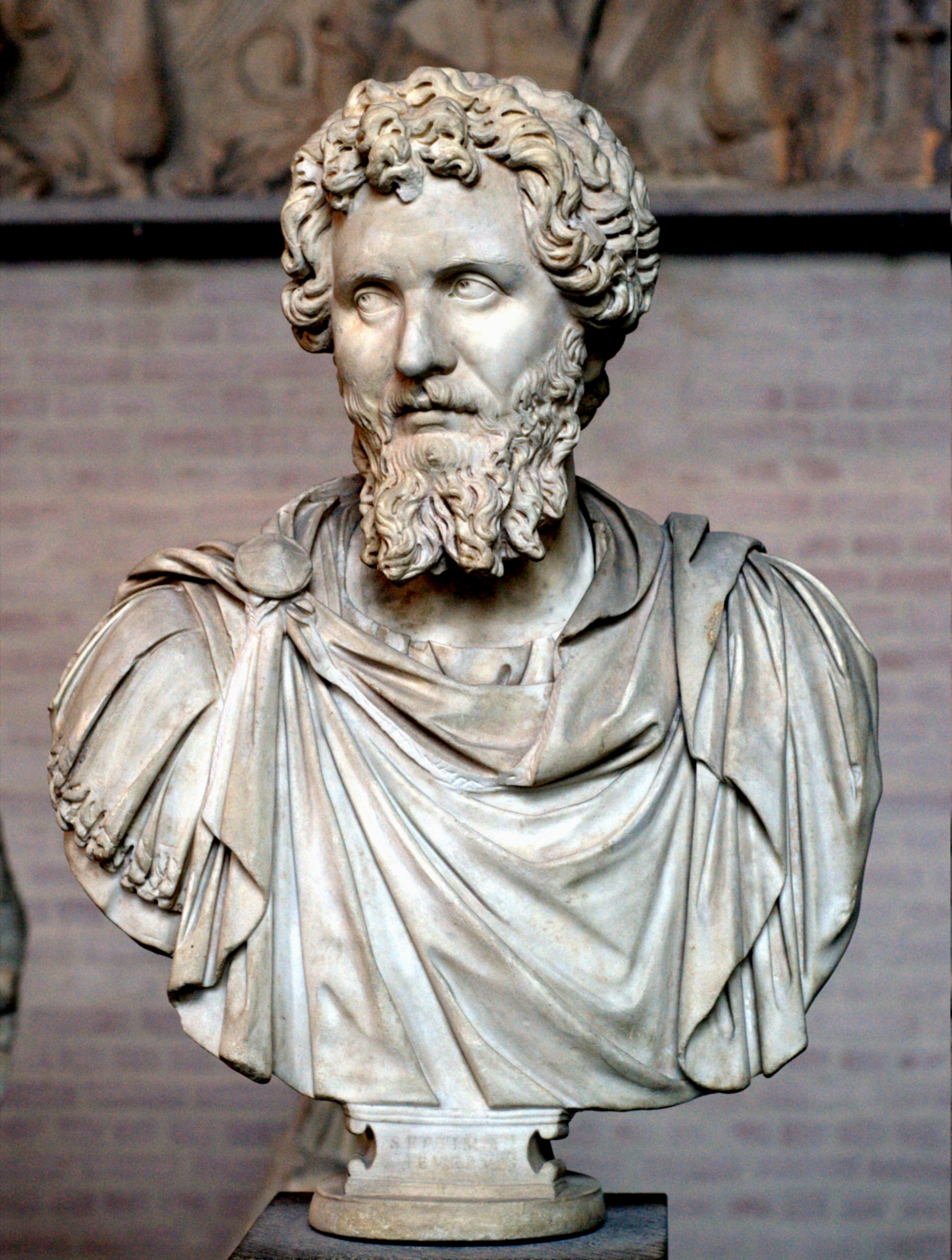
Buste de l'empereur romain Septime Sévère, glyptothèque de Munich.

Le personnage principal du patron du restaurant est entièrement inventé par Louis de Funès, qui s'inspire de son vécu et imagine de nombreuses scènes et gags. Il puise notamment dans ses souvenirs, anecdotes et observations de la longue période où il fut pianiste de jazz dans les bars des nuits entières. Jean Halain explique qu'« en revenant d'un séjour en Italie, Louis de Funès nous avait raconté avoir dîné, là-bas, dans un restaurant, le Septime Sévère, et qu'il avait imaginé un sévère patron de restaurant, M. Septime ». Au début du projet, le personnage se nomme d'abord M. Sévère avant de devenir M. Septime. Issu d'une génération qui étudiait la Vie des douze Césars au collège, Louis de Funès sait que le public repérera aisément la référence à Septime Sévère, empereur romain de 193 à 211. L'essentiel des inventions comiques vient de l'acteur lui-même et ne concerne pas que son personnage. Lors d'un dîner à la brasserie Lipp avec son épouse, l'acteur-scénariste imagine l'intrigue de la disparition d'un chef d'État dans le restaurant de Septime, bien avant qu'une affaire similaire ait réellement lieu dans cet établissement. Il projette aussi par exemple « qu'un des serveurs pourrait dire tout le temps « Mon Dieu !!! » J'aime bien les gens offusqués, ils me font beaucoup rire ! Les cailles ont brûlé : mon Dieu ! Il fait trop chaud : mon Dieu ! Vous êtes viré : mon Dieu ! »,. Le personnage du pianiste est nourri de sa propre expérience,. Lors du tournage, l'acteur, en permanente effervescence, trouve de nouvelles idées chaque matin.
Lors de la préparation du film, la presse annonce toujours que Louis de Funès réalisera lui-même le film. Un article de Combat titre « Louis de Funès considère Le Grand Restaurant comme son manifeste esthétique. Le comique le mieux payé du cinéma français aborde la mise en scène ». En réalité, Louis de Funès a confié la réalisation à Jacques Besnard, assistant-réalisateur habituel d'André Hunebelle, qui n'a jusqu'à présent réalisé aucun film,,. Il le connaît depuis Comme un cheveu sur la soupe (1957) et l'a recroisé sur les Fantomas,. En s'entourant de proches d'André Hunebelle, et notamment de Besnard (sans compter leurs techniciens attitrés), l'acteur s'assure ainsi d'approcher la même efficacité technique que celle du vieux maître du cinéma comique français, tout en jouissant d'une certaine liberté, s'étant déjà « assez heurté aux habitudes, aux tics et aux envies » de Hunebelle.
Alain Poiré, l'un des principaux producteurs de la Gaumont, est chargé de produire le film, après avoir produit Fantomas et Fantomas se déchaîne. Au cours de la préparation du film puis du tournage, le cuisinier Gilbert Lejeune, patron du restaurant Ledoyen, sert de consultant. Le quotidien France-Soir apparaît ostensiblement au cours du film, à la faveur de ce qui ne s'appelle pas encore un placement de produit, un procédé qui sera fustigé par certains journalistes à la sortie en salles et qualifié de « publicité clandestine ».

### Attribution des rôles

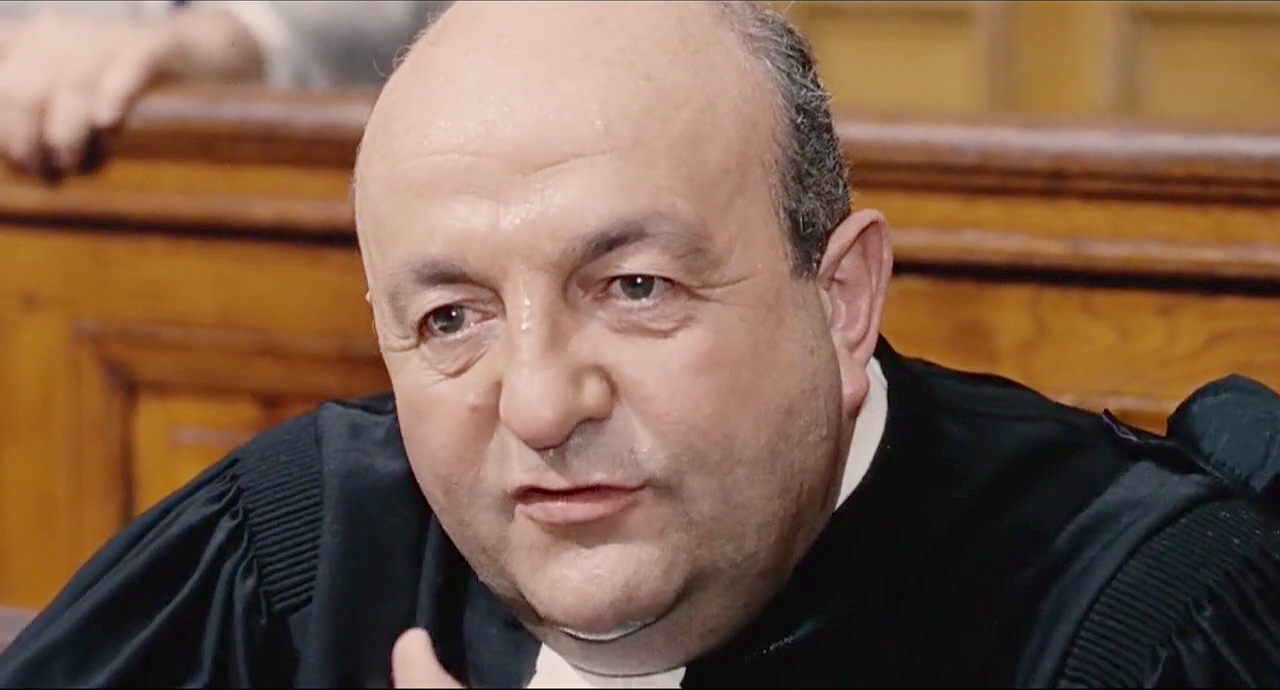
Rare aux côtés de Louis de Funès, Bernard Blier, ici dans L'Étranger (1967), incarne le commissaire, intransigeant envers Septime.

Ayant également la mainmise sur la distribution, Louis de Funès fait appel à des acteurs et actrices qu'il connaît bien, croisés sur de précédents tournages,. L'acteur italien Venantino Venantini, déjà apparu en antagoniste dans Le Corniaud, est ici l'assistant du président Novalès,. La « touche féminine » est apportée par la secrétaire du président Novalès jouée par Maria-Rosa Rodriguez, ancienne Miss Équateur cantonnée en France aux rôles de « latinas » caractérielles ; elle était apparue dans Pouic-Pouic (1963), créditée sous le nom de Yana Chouri, et Les Bons Vivants (1965),,. Le rôle du président sud-américain Novalès est attribué à l'acteur italien Folco Lulli, surtout vu en France dans Le Salaire de la peur (1953).

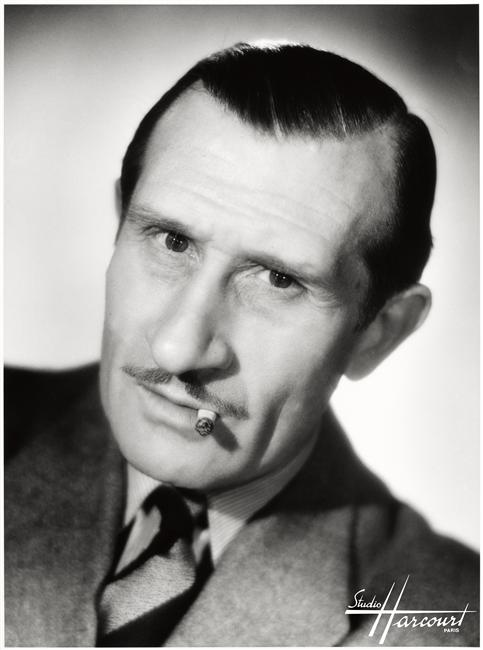
Louis de Funès permet à son vieux partenaire Noël Roquevert, ici en 1944, de reprendre le chemin des plateaux de tournage.

Noël Roquevert interprète le ministre habitué de Septime tentant par la suite de retrouver le président Novalès. Vieux compagnons de tournage depuis les débuts d'acteur de Louis de Funès, Roquevert et lui ont joué dans vingt-et-un films ensemble, depuis Antoine et Antoinette en 1947,. À l'époque de la préparation du Grand Restaurant, Noël Roquevert se relève d'un infarctus qui l'a contraint à ne pas tourner près d'un an. Louis de Funès lui propose ce rôle, qui ne consiste qu'en quelques jours de tournage, pour relancer doucement sa carrière. Geste supplémentaire, l'acteur fait apparaître Noël Roquevert en septième position du générique (pour un rôle pourtant très court) ; dans la bande-annonce, il est même cité directement après Louis de Funès et avant Bernard Blier (avec l'accord de ce dernier).
Les serveurs sont des familiers, notamment le fidèle duo Guy Grosso et Michel Modo (entre autres présents dans la brigade du Gendarme), Jean Droze (un homme de main de Saroyan dans Le Corniaud) ou encore Jacques Dynam (l'inspecteur Bertrand des Fantomas) et Paul Préboist en sommelier,,,,. Amis du temps des Branquignols, Pierre Tornade est le second maître d'hôtel, Roger Caccia le pianiste et Jacques Legras un policier,. Le distingué Jean Ozenne, vieille connaissance de théâtre et de films, campe le maître d'hôtel dont le flegme offre un contraste avec les outrances funésiennes (« Mon dieu ! Mon dieu ! »),,. Autre membre de la « famille de cinéma » funésienne, Max Montavon est le violoniste que l'on oblige à jouer l'hymne du pays de Novalès à la flûte,,. Robert Dalban, habitué des productions de son ami Alain Poiré, est l'un des conspirateurs, après ses apparitions dans les Fantomas. France Rumilly, la religieuse du Gendarme de Saint-Tropez, tient un court rôle de baronne habituée du restaurant,,,. Robert Destain, lui aussi ancien Branquignol, reçoit le rôle du baron.
Louis de Funès remarque le jeune Maurice Risch dans une représentation de La Dame de chez Maxim au théâtre du Palais-Royal et lui attribue un rôle de serveur dans l'équipe de Septime, avant de le reprendre dans d'autres films ensuite,. Pour la deuxième fois, Olivier de Funès joue dans un film avec son père, qui tente d'en faire un acteur, après une première apparition dans Fantomas se déchaîne ; il tourne ses scènes au cours des vacances scolaires, comme lors de sa première expérience. Il apparaît à nouveau aux côtés de son père dans Les Grandes Vacances (1967), Hibernatus (1969), L'Homme orchestre (1970) et Sur un arbre perché (1971) puis devient pilote de ligne,.

### Tournage

#### Restaurant, extérieurs et ambiance bon enfant

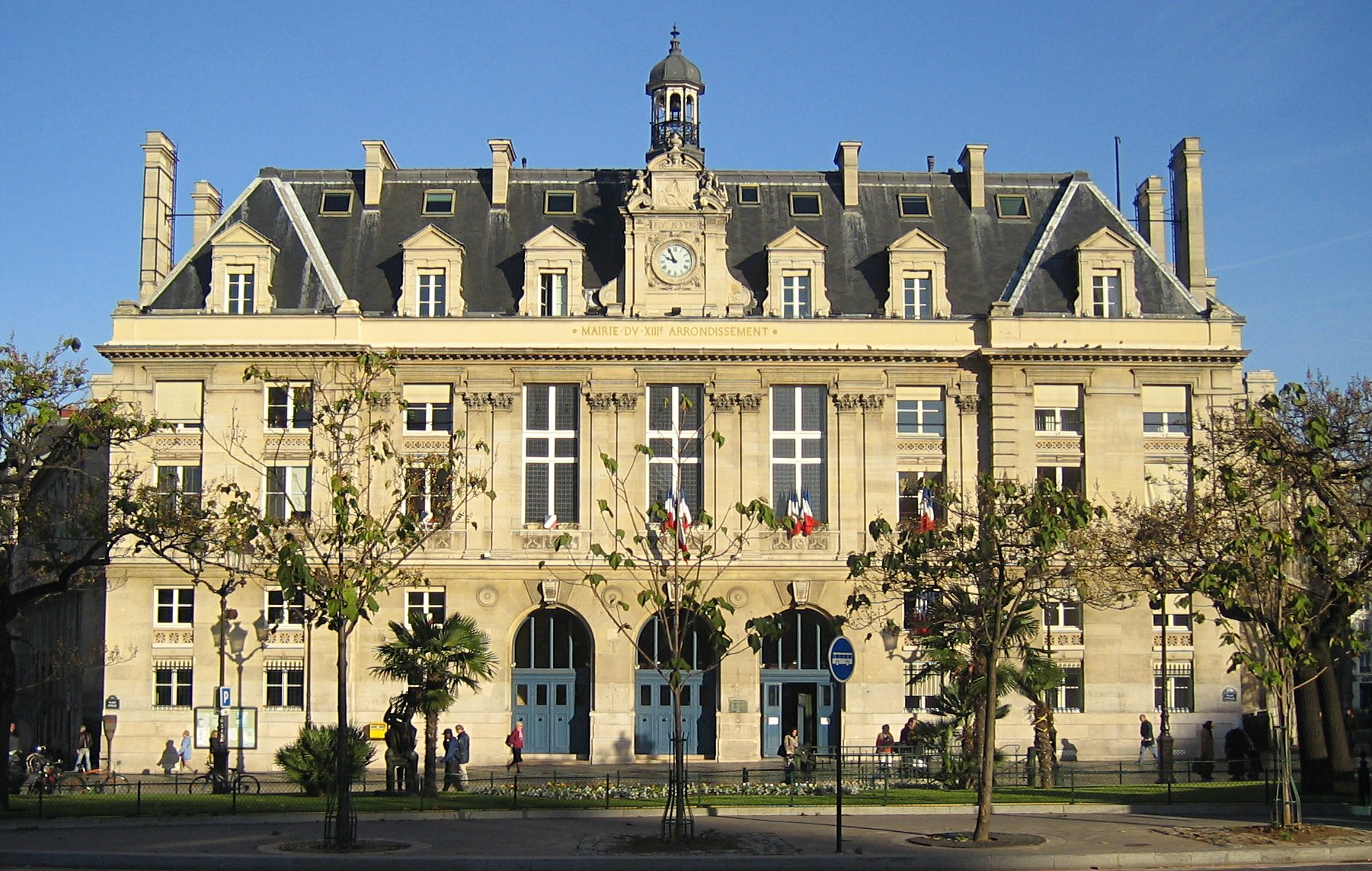
La façade du commissariat est celle de la mairie du 13e arrondissement de Paris, donnant sur la place d'Italie.

Le tournage du Grand restaurant commence le 7 février 1966,,. Il se déroule notamment aux studios Franstudio de Saint-Maurice (Val-de-Marne),. Le restaurant Ledoyen, célèbre table du bas des Champs-Élysées, sert de décor extérieur pour Septime,,. Les intérieurs sont filmés dans une reproduction à l'identique de la salle de Ledoyen en studios,. Pendant les trois semaines de prises de vues dans ce décor, le chef Gilbert Lejeune, entouré de huit cuisiniers, prépare de vrais plats,. Maurice Risch se souvient que « la figuration, qui était énorme [environ 80 personnes], [les] mangeait. Ils bouffaient tout ! Il y a un moment où l'accessoiriste a été obligé de tout badigeonner au formol. Et là, personne ne touchait plus rien ! »,. Bernard Blier, bon vivant, prend ainsi trois kilos. Le bâtiment du commissariat de police, cœur de l'enquête, est en fait la mairie du 13e arrondissement de Paris,,. Lors de l'embardée à l'aveugle de Septime dans Paris, quelques plans — le kiosque à journaux défoncé — sont en réalité tournés sur la place Hoche à Versailles,. La DS de Septime plonge dans la Seine depuis le quai du port des Champs-Élysées, près du pont des Invalides ; les conspirateurs observent l'accident depuis le pont Alexandre-III,. Espérant piéger le terroriste qu'il pense avoir à l'arrière de sa voiture, Septime interpelle un agent de police devant un autre commissariat parisien, rue Vauvenargues,. Les ordres donnés par le talkie-walkie le mènent jusqu'au parc de Saint-Cloud,,,.

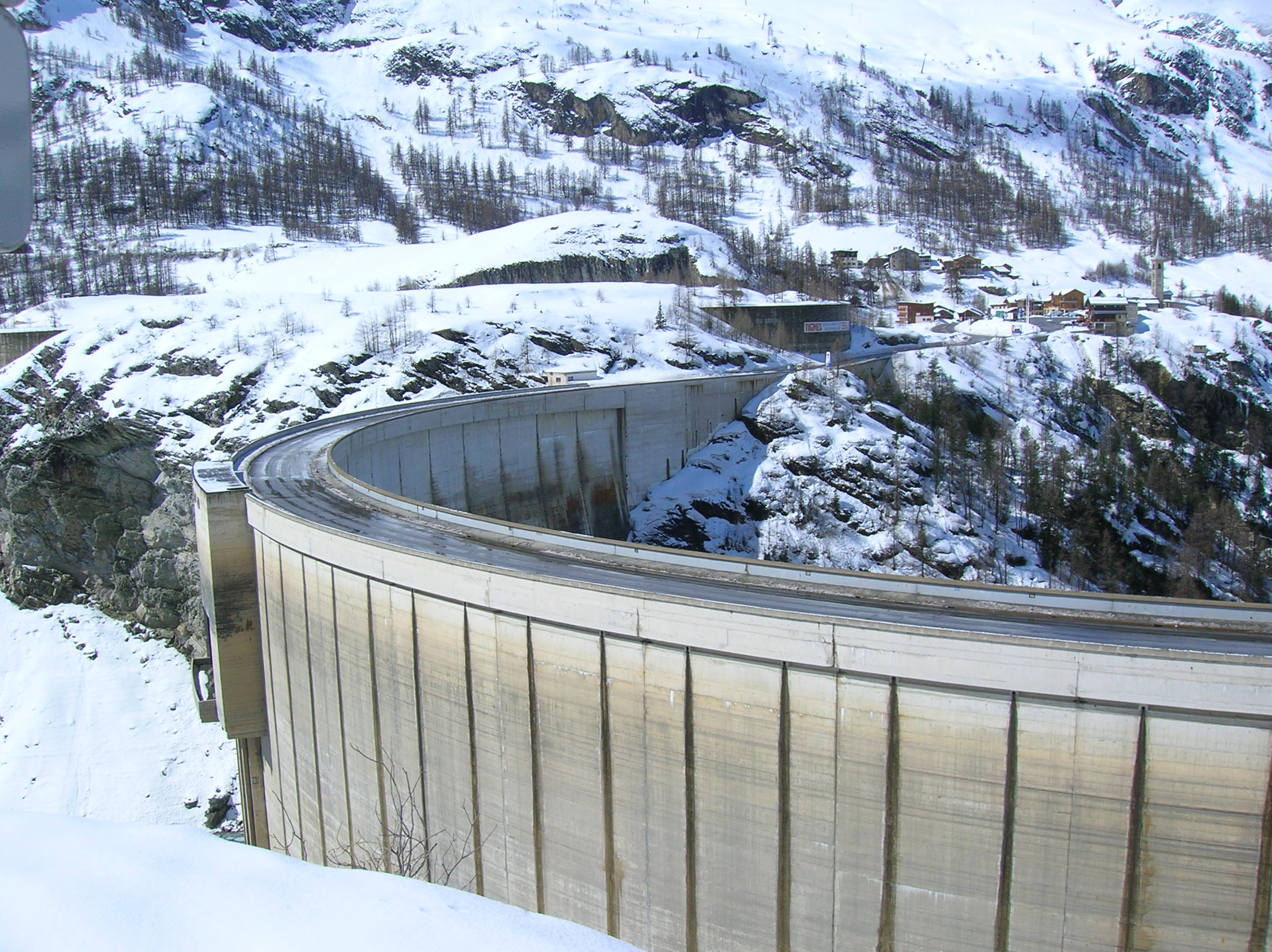
Au cours de l'équipée à Val-d'Isère, Septime, Sophia et les conspirateurs traversent le barrage de Tignes.

Le traquenard tendu aux conspirateurs a lieu dans les montagnes enneigées de Val-d'Isère, le tournage utilisant les rues du village, les pistes de la station de ski, une patinoire et des routes en lacet des alentours,,. Il s'agirait de l'un des premiers films, voire le premier, tourné à Val-d'Isère. Une large partie des prises de vues y est consacrée aux nombreuses cascades, laissant du temps libre à la vedette, mais les assurances lui interdisent de skier. Les trois voitures de la course-poursuite traversent le barrage de Tignes,,. Des tempêtes de neige obligent à arrêter le tournage isérois durant dix jours,. À la fin du film, sur la Côte d'Azur, le trajet vers l'endroit où se cache Novalès passe près de la promenade des Anglais à Nice, puis les retrouvailles ont lieu dans le jardin d'une villa du Cap-Martin avec vue sur la baie de Monaco,.
Sur le plateau, Louis de Funès collabore à la mise en scène avec Jacques Besnard, ce dernier assumant la technique. Désormais, l'acteur explique à la presse prendre la responsabilité des films qu'il tourne, conscient d'être la principale raison de leur succès,. Les deux années précédentes, son ami Jean Girault lui avait permis de se joindre à la mise en scène et au montage des deux premiers Gendarmes. Avec Besnard, assistant auquel il offre sa première réalisation de long-métrage, Louis de Funès prend le contrôle du tournage et impose ses vues. La vedette résume à un journaliste de Cinémonde, de reportage sur le tournage : « Comme j'ai des intérêts dans le film, et qu'il me plaît, je mets la main à la pâte, en esprit d'équipe. Plein accord de tous. Pas d'histoires. J'ai horreur de ça ». Il veille surtout à la direction d'acteur. Il lui arrive de guider les comédiens dans leur jeu en leur interprétant la scène. Le journaliste de Cinémonde relate par exemple : « Tout à l'heure, il expliquait au vieux comédien Caccia — n’est-ce pas un film de copains ? — comment, assis au piano, mine de rien, il devait dissimuler sous son pied un billet de 10 000 anciens francs, puis l'empocher : de Funès, dans ce jeu de scène, est superbe. Caccia, bien stimulé, aussi ».

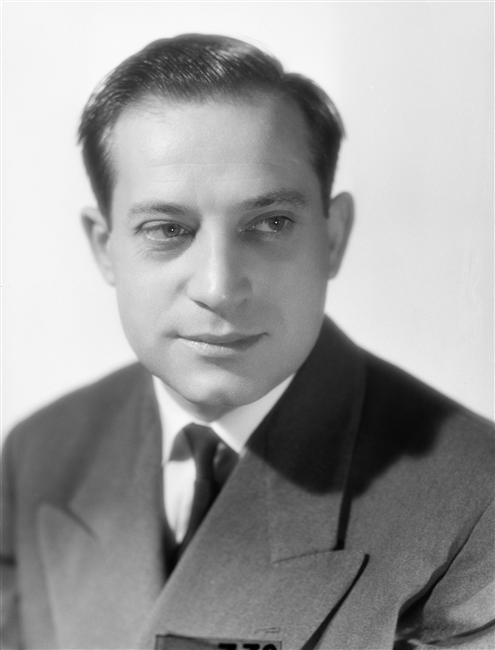
Outre Les Branquignols, Louis de Funès retrouve un vieux complice en la personne de Paul Préboist.

L'ambiance du tournage est bonne grâce à ces partenaires qui se connaissent bien, notamment les transfuges des Branquignols,,. Ces rapports agréables nourrissent de nombreuses improvisations, ajoutées au fait que Louis de Funès aime multiplier les prises pour parfaire son jeu,. Ainsi, les fous rires et les improvisations ralentissent le tournage, accumulant les retards. Par exemple, le passage de l'explication de l'hymne par Septime au pianiste fait l'objet de quelques variantes au tournage, mais la meilleure prise retenue montre, à la fin, Roger Caccia se mettre précipitamment la main devant la bouche pour contenir son hilarité. L'acteur principal et Raoul Delfosse, l'interprète du chef cuisinier Marcel, étirent par leurs improvisations la discussion autour du petit filleul incarné par Olivier de Funès, tandis qu'un fou rire perdure pendant plusieurs prises une autre de leurs scènes. Le déguisement de Louis de Funès en faux client poète dandy à la chevelure blonde rend le tournage impossible : Olivier de Funès raconte que « toute l'équipe est prise d'un fou rire incontrôlable. Au lieu de profiter de son déguisement pour jouer le comique troupier, il garde un ton sérieux : c'est pire ! Pierre Tornade est incapable de dire son texte et Jacques Besnard ne maîtrise plus rien. Au bout de quinze prises, il n'y a pas une minute dans la boîte. Les choses sérieuses reprendront [le len]demain ». Aussi, le gag du sommelier ivre pris sur le fait, sentant le nuits-saint-georges 1949, prend deux jours à être tourné : en plus d'improvisations et d'améliorations successives, Paul Préboist et Louis de Funès ratent des dizaines de prises à cause de fous rires ou de plaisanteries, dans un plan déjà complexe avec plusieurs cadres et focales différents et des mouvements d'acteurs à l'arrière-plan. Cette courte scène était d'ailleurs absente du scénario.

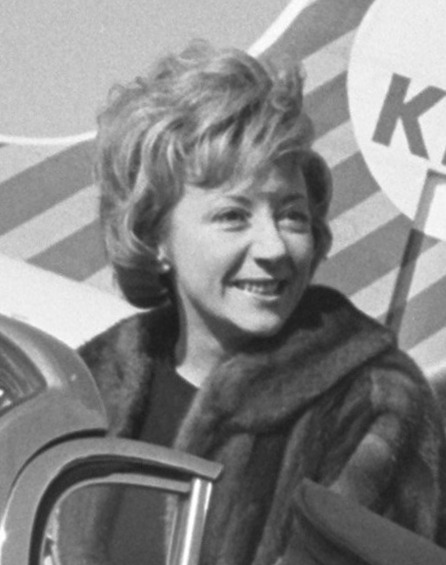
Louis de Funès confie à Colette Brosset la chorégraphie du ballet de Septime et ses serveurs.

Cofondatrice de la troupe des Branquignols, l'actrice et danseuse Colette Brosset chorégraphie le ballet de Septime et son personnel, dérivant d'une danse « Grand Siècle » au kazatchok,,. Elle avait dirigé Louis de Funès dans les spectacles des Branquignols, en particulier La Grosse Valse en 1963, dont il interprétait le rôle principal, lui enseignant notamment une jota et une sevillana. Brosset déclare a posteriori que « pour les autres [comédiens] il a fallu quinze jours de répétitions. Pour lui, trois » et juge qu'il « avait la musicalité dans le corps. Pourtant, de Funès n'avait jamais pris de cours de danse. Si Jean Carmet et Michel Serrault sont arythmiques, Louis ne l'était pas du tout. Ne connaissant pas la technique, patiemment, il apprenait pas par pas. Pas de bourrée, grand jeté, saut de chat lui devinrent vite familiers. Il les travaillait des heures. Bien que finalement, il ait horreur de danser, il avait la facilité, le don… ». Il propose même quelques aménagements à son amie. Olivier de Funès retient un entraînement intense de son père, même après d'éreintantes journées de tournage,. L'acteur principal professe : « Il faut que ce soit aussi bien réglé que West Side Story ! ».

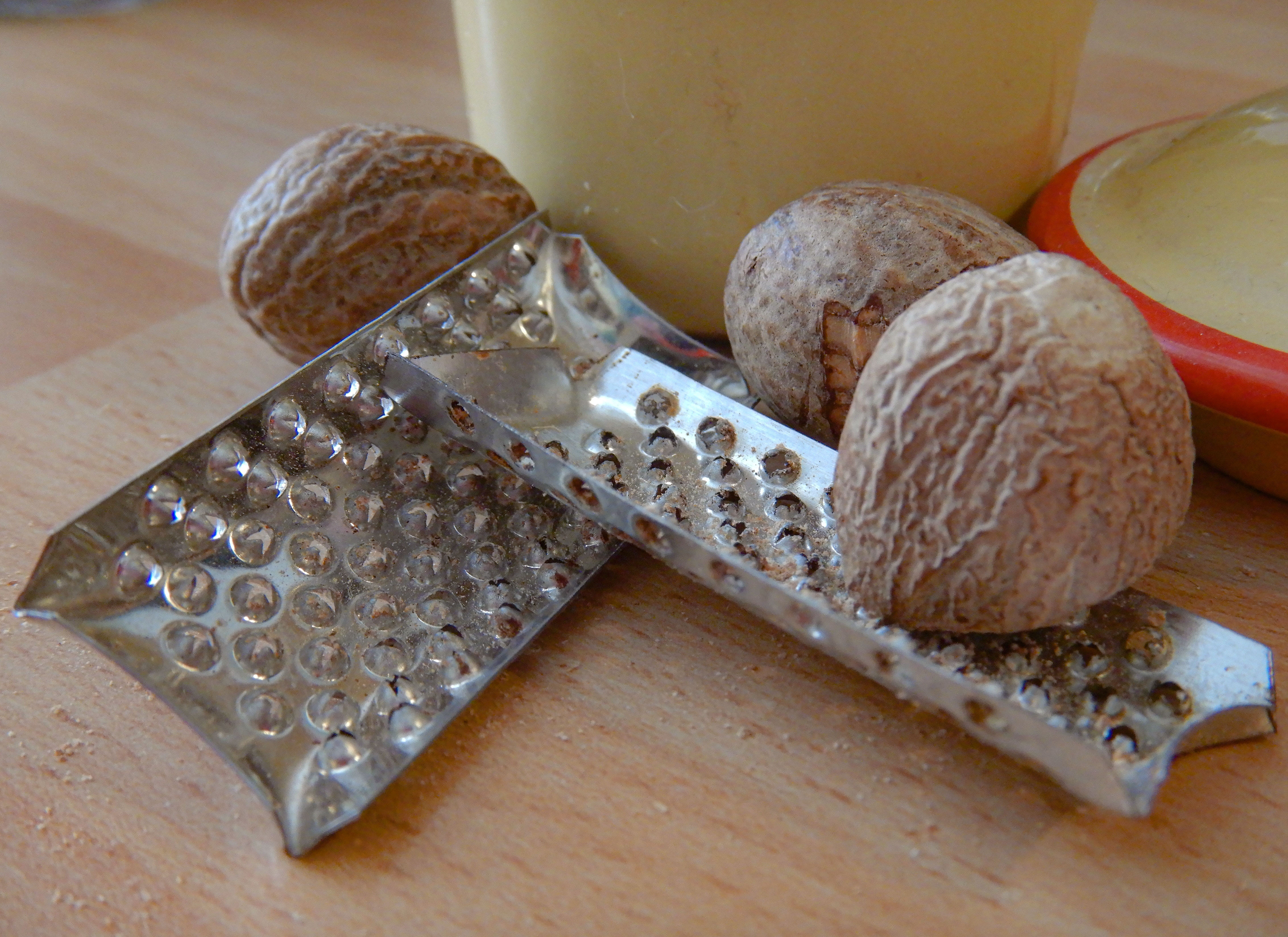
Muskatnuss, herr Müller !

Dans une scène, Septime explique sa recette du soufflé de pommes de terre au commissaire divisionnaire et à ses confrères italien, le commandatore Riganti, et allemand, le Dr Müller,. À l'origine, c'est uniquement l'accent allemand que prend Septime qui doit faire rire, mais, après le tournage de la scène, Louis de Funès n'est pas convaincu,. Cette déception le mine, Olivier de Funès racontant : « Ce jour-là, il est d'une humeur massacrante. Les lunettes de soleil ont beau masquer ses yeux, je devine son regard anxieux : il en a marre ! Aucune pression ne le fera changer d'avis. Jacques n'arrive pas à le persuader de tourner la scène. Nous rentrons le soir comme si nous avions appris son échec à un concours. Son moral est au plus bas ». Le lendemain, après une nuit d'insomnie, il trouve enfin l'idée qui changera drastiquement la scène : « Ça y est, j'ai trouvé ! Voilà : si une ombre me dessinait la moustache et la coupe d'Hitler pendant que je dévoile la recette en allemand ? »,,. Le gag est tourné en une seule prise et réalisé grâce à un jeu de miroirs : en expliquant la recette du soufflé de pommes de terre au Dr Müller, en allemand, des ombres chinoises se découpent sur le visage de Septime et il prend la mimique, l'apparence glaçante et la voix de plus en plus forte d'Adolf Hitler, sous les yeux troublés du policier d'Outre-Rhin,,. La scène devient ainsi l'une des plus marquantes du film,.

#### Travail parallèle sur les cascades
Après les avoir scénarisées lors de l'écriture du film, Gil Delamare assure le réglage des scènes d'actions et exécute une grande partie des cascades,. Pour son équipe, il fait notamment appel à Rémy Julienne, cascadeur encore débutant qu'il avait recruté pour le tournage de Fantomas en 1964, et au mécanicien Joseph Cottin, avec qui il a souvent collaboré pour ses vols records en parachute. Jacques Martin est le responsable des trucages. Les cascades et gags imaginés par Delamare pour le film sont nombreux et complexes. Pour ces séquences, deux hélicoptères sont employés et onze voitures sont détruites.
De nombreuses cascades se déroulent dans la neige, à Val-d'Isère et à Tignes. L'une des plus difficiles est celle où la Simca Vedette Régence « empruntée » par Septime et Sophia fait un tonneau puis, les roues en l'air, glisse sur les skis fixés sur son toit,. Une Simca Ariane maquillée en Simca Vedette Régence est utilisée par Gil Delamare lorsque la voiture est à l'envers,,. Après de longues glissades sur des pistes de ski à toute allure, la voiture prend appel sur un tremplin de saut à ski et saute par-dessus la vallée, pour atterrir sur le versant opposé. Delamare dirige la voiture depuis l'intérieur, conduisant ainsi à l'envers, et saute au dernier moment dans la neige. La prise est coupée à l'apogée du saut de la Simca. Pour les plans où la voiture plane dans le ciel, une fausse voiture allégée au maximum est filmée suspendue à un hélicoptère par un filin peint en bleu ciel,. La difficulté est de taille pour le pilote de l'hélicoptère, qui doit diriger une charge maximale et de forme inhabituelle,.

Quelques véhicules aperçus durant le film
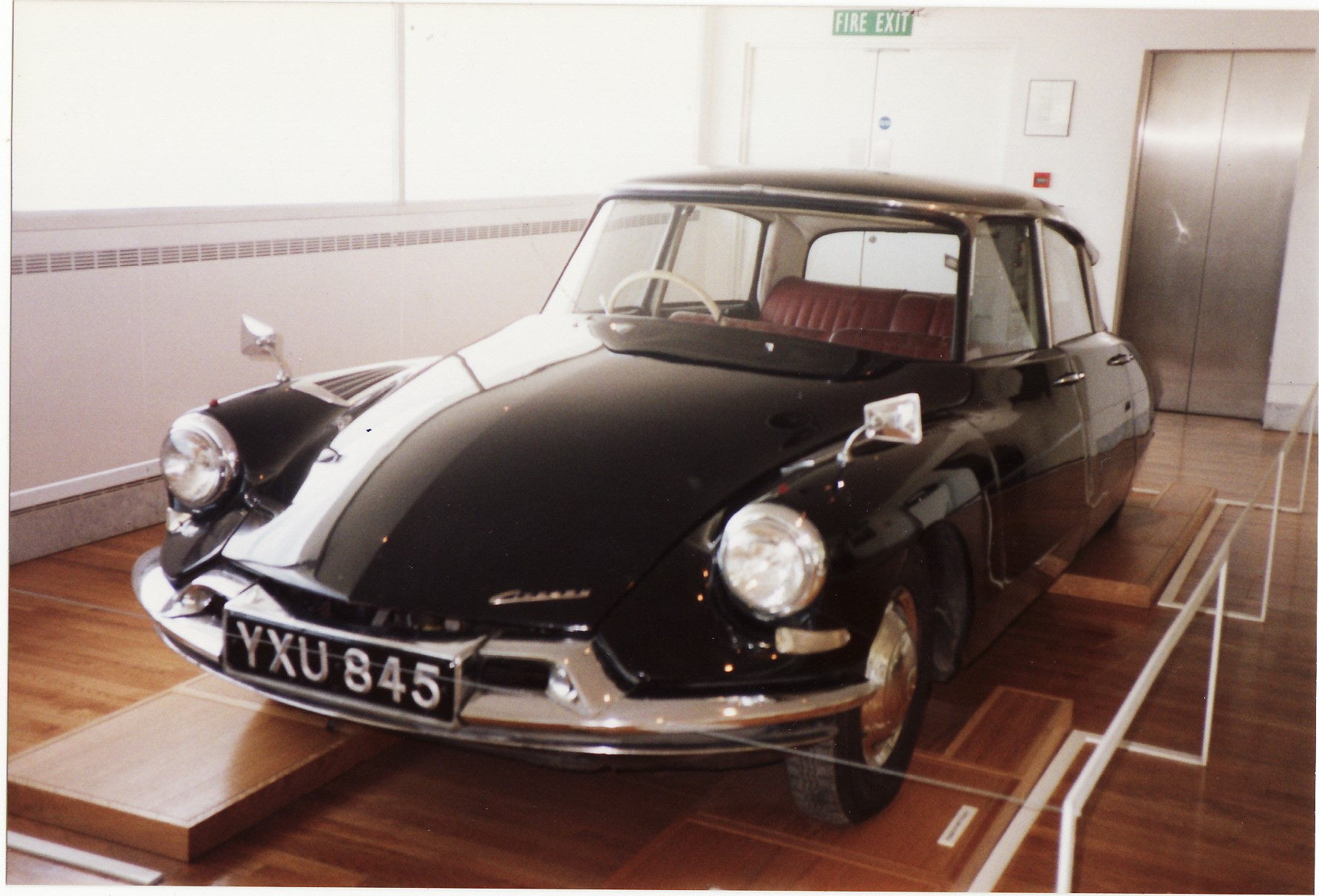
Septime possède une Citroën DS, comme la plupart des personnages de Louis de Funès dans ses films[33],[ad].
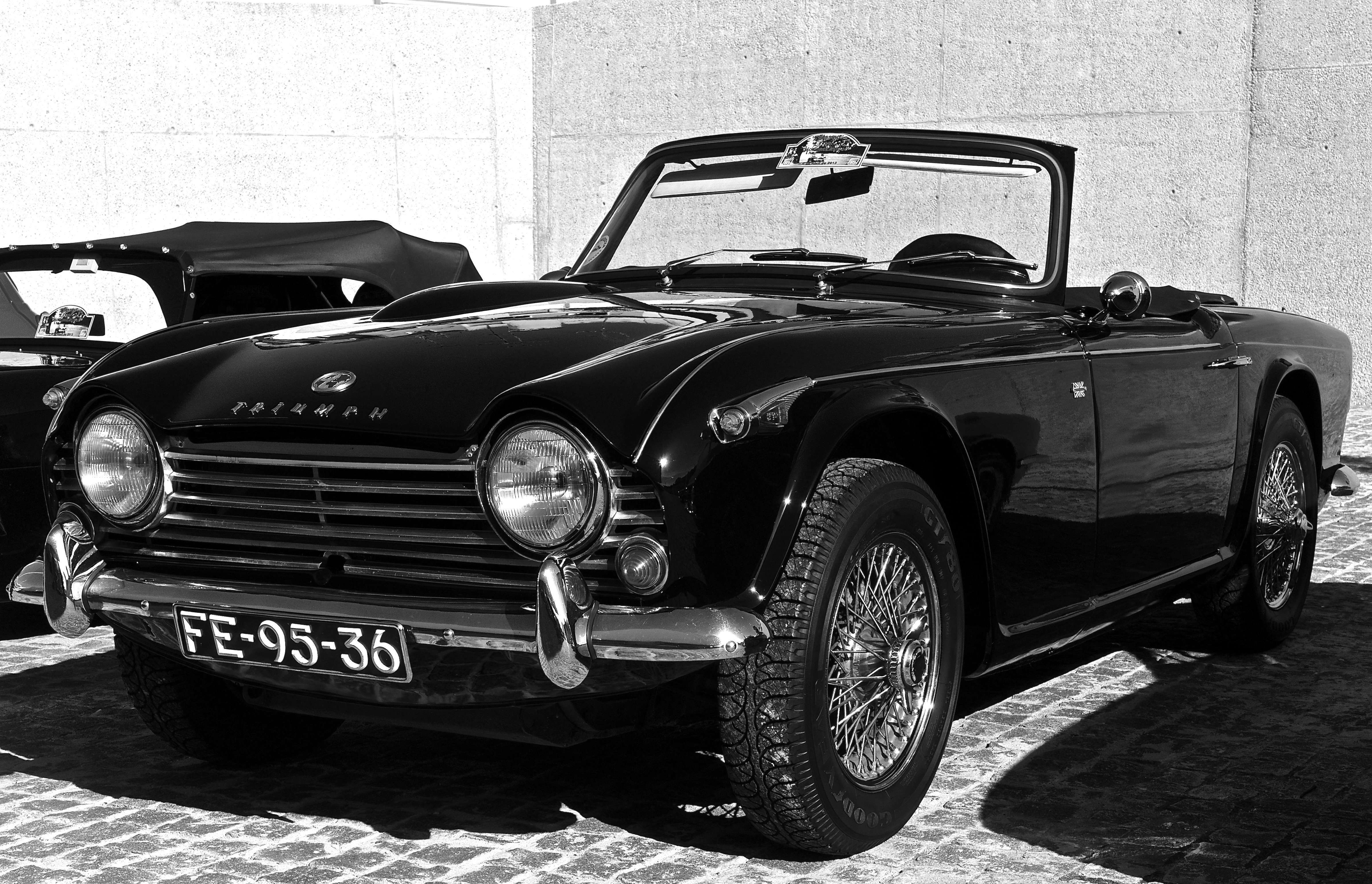
À Val-d'Isère, Sophia poursuit Septime à bord d'une Triumph TR4.
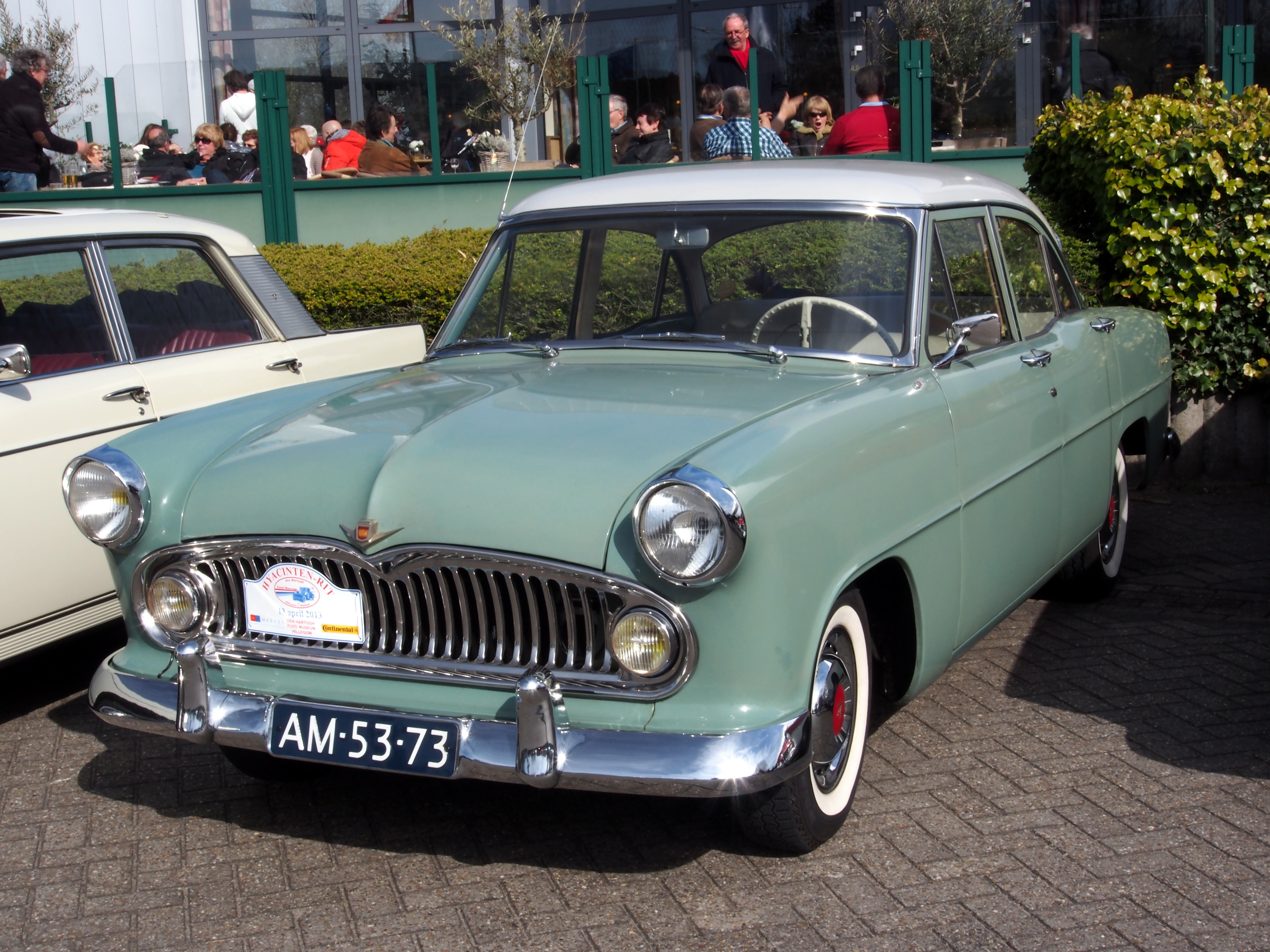
Septime et Sophia « empruntent » une Simca Vedette après leurs accidents[32].
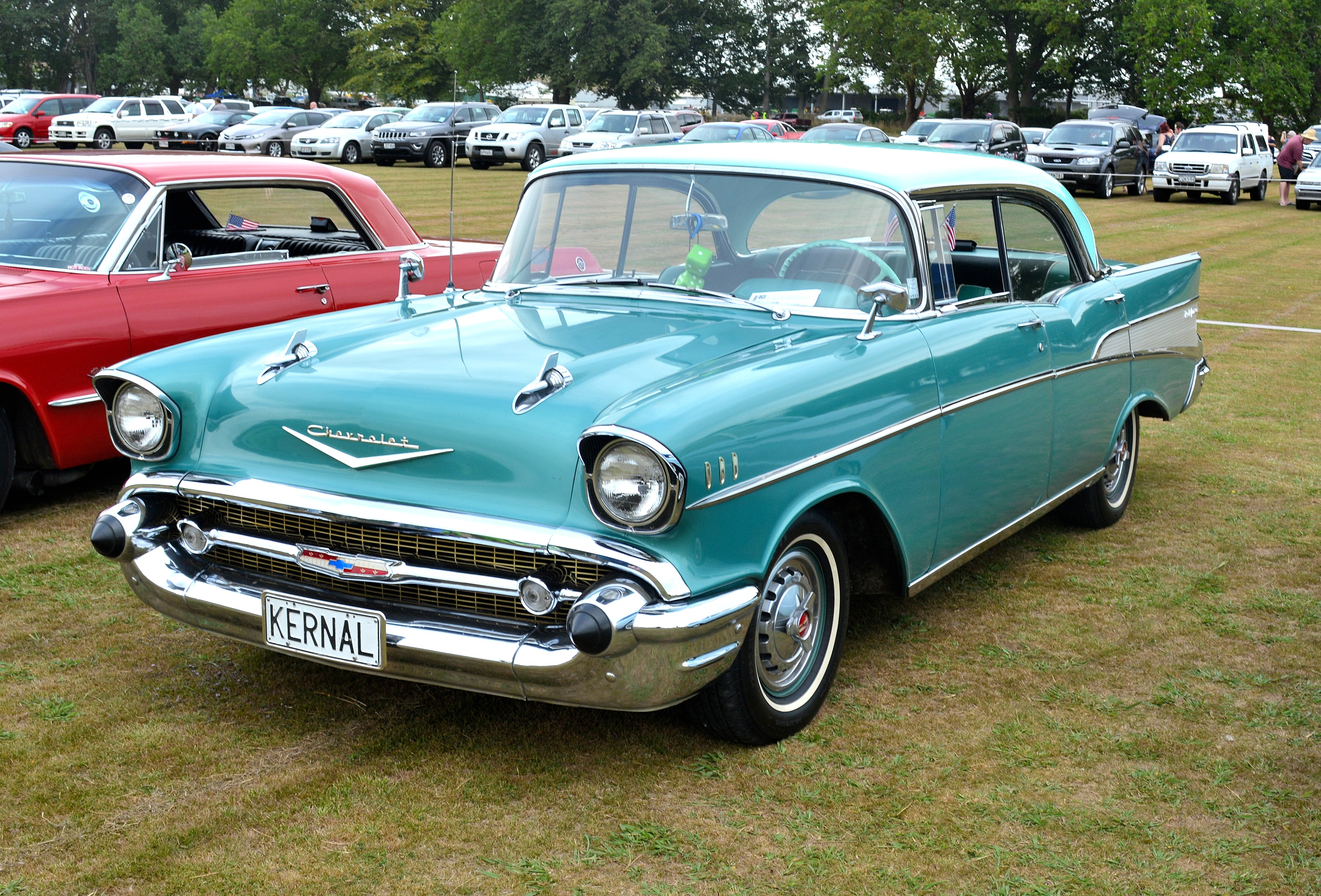
Les conspirateurs conduisent une Chevrolet Bel Air Sport Sedan[34].

Le jeune Rémy Julienne effectue quelques cascades. En étant l'un des deux gendarmes à moto qui poursuivent Septime, il chute à grande vitesse et se luxe l'épaule, faute de précautions et d'équipement suffisants. Quelques jours plus tard, il tourne des scènes à bord de la Chevrolet Bel Air des conspirateurs, en compagnie des acteurs eux-mêmes, dont Robert Dalban et Venantino Venantini. Il doit dévaler plusieurs kilomètres de virages en lacets à Tignes, à vive allure. « Casse-cou », il conduit comme un forcené, dérape, frotte les parois neigeuses, sans se préoccuper des plaintes des acteurs, à l'exception de Dalban qui l'encourage à faire plus. À la fin de la prise, Venantino Venantini refuse de monter à nouveau avec lui, justifiant n'être qu'acteur et non pas cascadeur,. Plus tard, Rémy Julienne avouera qu'il n'était encore qu'un jeune débutant, et que la réaction de Venantini fut « salutaire » pour lui : « Après la grosse rigolade, je comprends mon erreur. Mon rôle est de faire du spectacle, mais aussi de sécuriser les gens dont le travail n'est pas d'exécuter des acrobaties ».

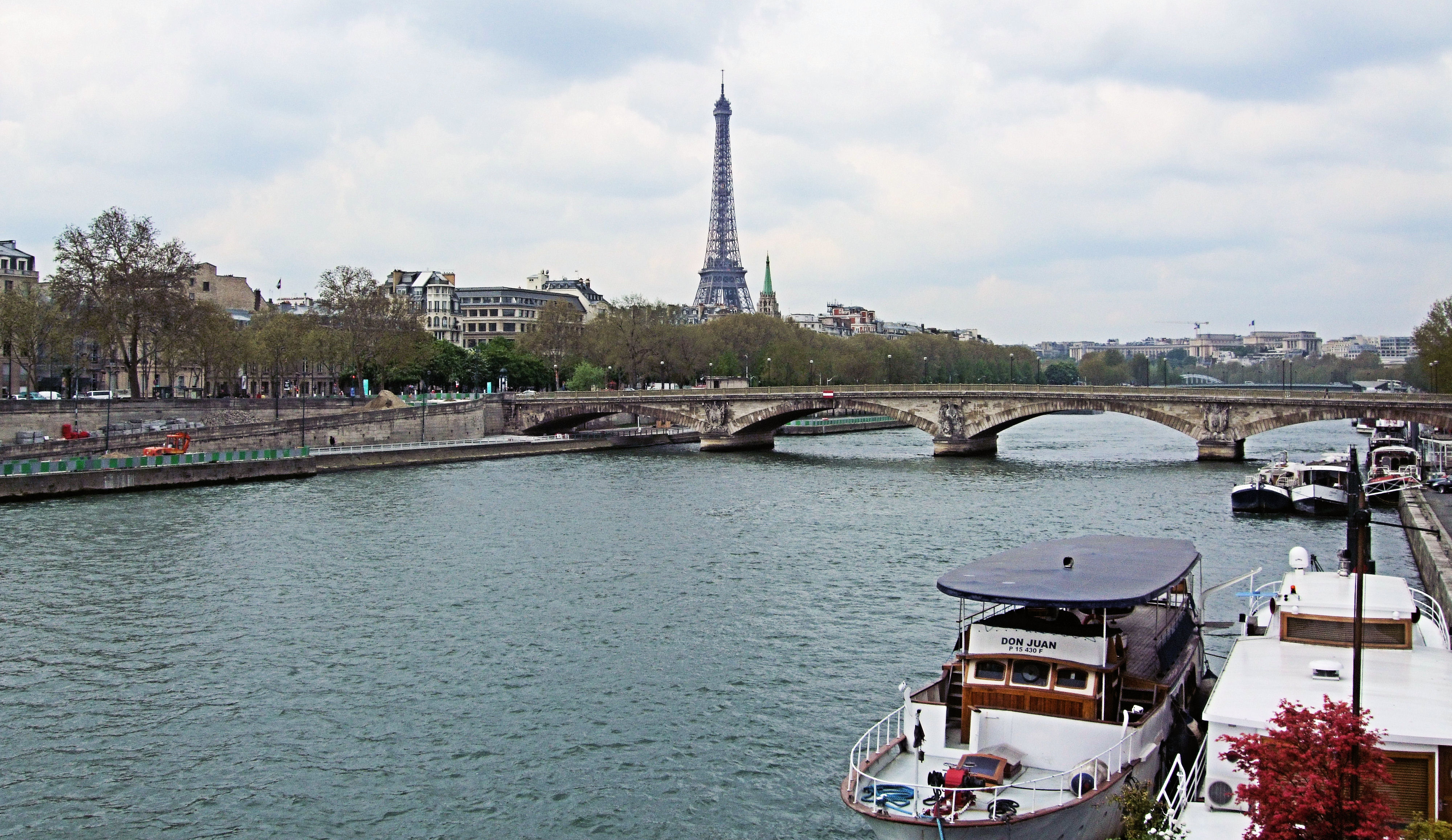
La DS de Septime plonge dans la Seine près du pont des Invalides, depuis le port des Champs-Élysées.

À Paris, Gil Delamare doit notamment effectuer un plongeon dans la Seine avec la DS de Septime, à 80 km/h, depuis un tremplin (camouflé en remorque de camion) situé sur la rive,. Il découvre avec stupeur que la voiture préparée spécifiquement pour le saut ne contient aucun moteur. La cascade s'avère donc impossible puisqu'une DS sans moteur ne contient pas de suspension, rendant un saut sur un tremplin irréalisable. Cela remet lourdement en cause la compétence des préparateurs chargés de la cascade, mais Gil Delamare annonce à Rémy Julienne « J'ai été trahi, mais je saute quand même », alors que les dangers sont nombreux. La voiture est transformée à la hâte, des ressorts y étant ajoutés, et Gil Delamare réalise finalement la cascade, poussé par une voiture américaine à 100 km/h, sans problème. Le reste de la séquence montre la voiture flotter et naviguer sur la Seine. Pour ne pas reproduire les erreurs de la cascade du plongeon, Gil Delamare et la production confient la réalisation et la responsabilité de la scène à Rémy Julienne, qui a régulièrement prouvé ses connaissances en mécanique. Pour la première fois de sa carrière, Julienne réalise une construction dédiée spécialement à une cascade, en équipant une barque d'une carrosserie de Citroën DS, le tout étant propulsé par un moteur caché sous la carrosserie,. Le montage de l'engin est réalisé par le mécanicien Tony Moreira, qui le pilote ensuite lui-même sur la Seine,.

### Bande originale

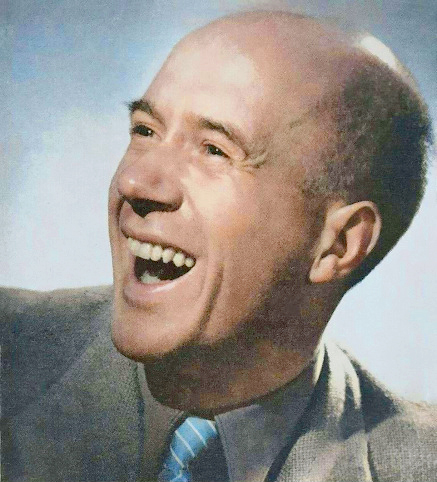
Roger Caccia, comparse des Branquignols, interprète le pianiste malmené par Septime.

Jean Marion compose la bande originale du Grand Restaurant, après avoir participé à l'élaboration du scénario. Compositeur régulier des films d'André Hunebelle, dont il est le gendre, il signe ici son avant-dernière œuvre (il meurt l'année suivante, à 54 ans),. Son travail sur Oscar en 1967, encore avec Louis de Funès, sera sa dernière composition. Ses compositions pour Le Grand Restaurant et Oscar sont d'ailleurs similaires, de par leurs mélodies au traitement tirant vers la fugue.
Un premier album EP Le Grand Restaurant, bande originale du film sort en 1966 sous le label Barclay,. Les thèmes principaux font partie de la compilation Les plus belles musiques des films de Louis de Funès, publiée en 33 tours et en CD en 1988. Ils sont ensuite présents dans la compilation en CD Louis de Funès, bandes originales des films, vol. 2, publiée en 1998 et ré-éditée en 2007, avec les musiques de Pouic-Pouic, Le Petit Baigneur, Le Tatoué, Sur un arbre perché, Les Aventures de Rabbi Jacob, L'Aile ou la Cuisse, La Zizanie, L'Avare et des chansons de La Grosse Valse,,. En 2014, une version augmentée de la bande originale est intégrée à la vaste compilation Louis de Funès, musiques de films, 1963-1982 de la collection Écoutez le cinéma !,.

## Exploitation et accueil

### Sortie et box-office

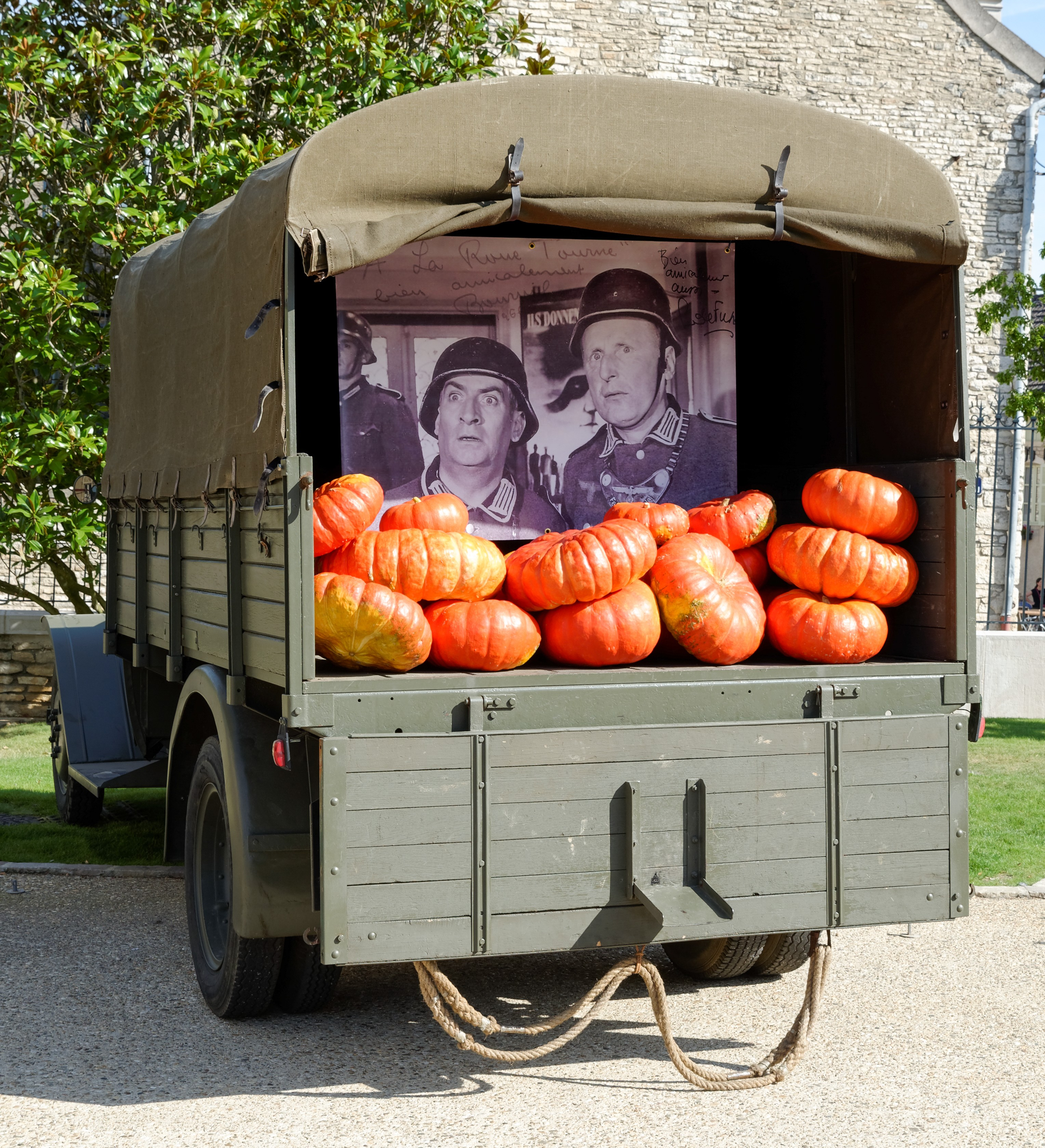
À partir de décembre, le triomphe de La Grande Vadrouille, également avec Louis de Funès, éclipse le succès du Grand Restaurant.

Le Grand Restaurant sort sur les écrans à la rentrée, le 7 septembre 1966. Cette année-là, le mois de septembre enregistre une faible fréquentation des salles de cinéma. D'abord surtout présent dans quelques cinémas de la capitale en exclusivité, le film s'installe dès sa sortie en tête du box-office hebdomadaire parisien avec 70 819 entrées, un démarrage désormais commun pour Louis de Funès, malgré une sérieuse concurrence,. En troisième semaine, le film est détrôné de sa première place parisienne par Opération Opium de Terence Young et Tendre Voyou avec Jean-Paul Belmondo. À la faveur des vacances scolaires de la Toussaint, propices aux films familiaux, Le Grand Restaurant, projeté dans davantage de salles dans tout le pays, décolle en France et tient la première place du box-office hebdomadaire national dans ses septième et huitième semaines d'exploitation, remplaçant Un homme et une femme de Claude Lelouch qui caracolait en tête depuis juin,. D'habitude, Louis de Funès parvient au sommet du classement national bien plus vite. Le film dépasse le seuil du million d'entrées au bout de dix semaines. Au fil des semaines, les résultats décroissent (au profit de Paris brûle-t-il ?, Les Centurions et Le Deuxième Souffle), n'atteignant pas les scores brillants et durables connus par Le Corniaud, Le Gendarme de Saint-Tropez ou Fantomas,.
En décembre sort La Grande Vadrouille, très attendu depuis Le Corniaud et bénéficiant d'une promotion hors-normes. Avec les retrouvailles de Bourvil et Louis de Funès, plébiscitées par le public, le film entame une carrière commerciale exceptionnelle, éclipsant Le Grand Restaurant,. En à peine quatre mois d'exploitation, avec alors 1,7 million d'entrées, Le Grand Restaurant s'établit néanmoins comme le neuvième film le plus vu dans les cinémas français au cours de l'année 1966 (tandis que La Grande Vadrouille est déjà le cinquième, avec 2,4 millions en quatre semaines). Le film de Jacques Besnard se maintient dans les vingt meilleurs résultats hebdomadaires nationaux jusqu'en mars 1967, cumulant alors 2,3 millions d'entrées (celui de Gérard Oury en est bientôt à sept millions). À Paris, sa période dans les salles d'exclusivité s'achève le 31 janvier 1967 après vingt semaines, comptabilisant 424 029 entrées. Un an exactement après sa sortie, il totalise 2 781 401 entrées en France. À la fin de l'année 1967, le film franchit le palier des trois millions de spectateurs (contre presque douze pour La Grande Vadrouille),.
| Semaine | Semaine                           | Rang | Entrées | Cumul           | no 1 du box-office hebdo. |
| ------- | --------------------------------- | ---- | ------- | --------------- | ------------------------- |
| 1       | 7 septembre au 13 septembre 1966  | 1er  | 70 819  | 70 819 entrées  | Le Grand Restaurant       |
| 2       | 14 septembre au 20 septembre 1966 | 1er  | 56 374  | 127 193 entrées | Le Grand Restaurant       |
| 3       | 21 septembre au 27 septembre 1966 | 3e   | 36 500  | 163 693 entrées | Opération Opium           |
| 4       | 28 septembre au 4 octobre 1966    | 3e   | 41 540  | 205 233 entrées | Tendre Voyou              |
| 5       | 5 octobre au 11 octobre 1966      | 5e   | 35 330  | 240 563 entrées | Les Centurions            |
| 6       | 12 octobre au 18 octobre 1966     | 5e   | 32 220  | 272 783 entrées | Les Centurions            |
| 7       | 19 octobre au 25 octobre 1966     | 3e   | 25 700  | 298 483 entrées | Les Centurions            |
| 8       | 26 octobre au 1er novembre 1966   | 22e  | 10 383  | 308 866 entrées | Paris brûle-t-il ?        |
| 14      | 7 décembre au 13 décembre 1966    | 7e   | 21 701  | 373 210 entrées | La Grande Vadrouille      |

| Semaine | Semaine                            | Rang | Entrées | Cumul             | Salles | no 1 du box-office hebdo.      |
| ------- | ---------------------------------- | ---- | ------- | ----------------- | ------ | ------------------------------ |
| 1       | 7 septembre au 13 septembre 1966   | 3e   | 76 962  | 79 253 entrées    | 9      | Trois Enfants dans le désordre |
| 2       | 14 septembre au 20 septembre 1966  | 2e   | 85 482  | 164 735 entrées   | 11     | Un homme et une femme          |
| 3       | 21 septembre au 27 septembre 1966  | 9e   | 50 756  | 215 491 entrées   | 8      | Un homme et une femme          |
| 4       | 28 septembre au 4 octobre 1966     | 6e   | 68 584  | 284 075 entrées   | 11     | La Curée                       |
| 5       | 5 octobre au 11 octobre 1966       | 5e   | 78 385  | 362 460 entrées   | 18     | Un homme et une femme          |
| 6       | 12 octobre au 18 octobre 1966      | 4e   | 102 445 | 464 905 entrées   | 24     | Un homme et une femme          |
| 7       | 19 octobre au 25 octobre 1966      | 1er  | 194 578 | 659 483 entrées   | 34     | Le Grand Restaurant            |
| 8       | 26 octobre au 1er novembre 1966    | 1er  | 259 971 | 919 454 entrées   | 39     | Le Grand Restaurant            |
| 9       | 2 novembre au 8 novembre 1966      | 2e   | 169 350 | 652 170 entrées   | 31     | Les Centurions                 |
| 10      | 9 novembre au 15 novembre 1966     | 4e   | 167 267 | 1 242 880 entrées | 38     | Paris brûle-t-il ?             |
| 11      | 16 novembre au 22 novembre 1966    | 4e   | 86 568  | 1 329 448 entrées | 37     | Paris brûle-t-il ?             |
| 12      | 23 novembre au 29 novembre 1966    | 5e   | 82 512  | 1 411 960 entrées | 36     | Paris brûle-t-il ?             |
| 13      | 30 novembre au 6 décembre 1966     | 4e   | 80 045  | 1 492 005 entrées | 35     | Paris brûle-t-il ?             |
| 14      | 7 décembre au 13 décembre 1966     | 7e   | 68 814  | 1 560 819 entrées | 37     | Paris brûle-t-il ?             |
| 15      | 14 décembre au 20 décembre 1966    | 7e   | 57 997  | 1 618 816 entrées | 43     | La Grande Vadrouille           |
| 16      | 21 décembre au 27 décembre 1966    | 9e   | 70 270  | 1 689 086 entrées | 40     | La Grande Vadrouille           |
| 17      | 28 décembre 1966 au 3 janvier 1967 | 11e  | 79 711  | 1 768 797 entrées | 46     | La Grande Vadrouille           |
| 18      | 4 janvier au 10 janvier 1967       | 12e  | 46 507  | 1 815 304 entrées | 42     | La Grande Vadrouille           |
| 19      | 11 janvier au 17 janvier 1967      | 8e   | 58 717  | 1 874 021 entrées | 40     | La Grande Vadrouille           |
| 20      | 18 janvier au 24 janvier 1967      | 9e   | 55 167  | 1 929 188 entrées | 39     | La Grande Vadrouille           |
| 21      | 25 janvier au 31 janvier 1967      | 4e   | 74 335  | 2 003 523 entrées | 37     | La Grande Vadrouille           |
| 22      | 1er février au 7 février 1967      | 5e   | 75 293  | 2 078 816 entrées | 44     | La Grande Vadrouille           |
| 23      | 8 février au 14 février 1967       | 13e  | 46 394  | 2 125 210 entrées | 34     | La Grande Vadrouille           |
| 24      | 15 février au 21 février 1967      | 7e   | 67 616  | 2 192 826 entrées | 41     | La Grande Vadrouille           |
| 25      | 22 février au 28 février 1967      | 16e  | 36 867  | 2 229 693 entrées | 39     | La Grande Vadrouille           |
| 26      | 1er mars au 7 mars 1967            | 19e  | 31 975  | 2 261 668 entrées | 42     | La Grande Vadrouille           |
| 27      | 8 mars au 14 mars 1967             | 14e  | 45 155  | 2 306 823 entrées | 41     | La Grande Vadrouille           |
| 28      | 15 mars au 21 mars 1967            | 28e  | 25 306  | 2 332 129 entrées | 40     | La Grande Vadrouille           |
| 29      | 22 mars au 28 mars 1967            | 26e  | 31 033  | 2 363 162 entrées | 48     | La Grande Vadrouille           |
| 30      | 29 mars au 4 avril 1967            | 25e  | 32 650  | 2 395 812 entrées | 37     | La Grande Vadrouille           |
| 31      | 5 avril au 11 avril 1967           | 28e  | 26 618  | 2 422 430 entrées | 43     | La Grande Vadrouille           |

À la fin de son exploitation en salles sur plusieurs saisons, Le Grand Restaurant enregistre 3 878 520 entrées dans la France entière, dont 667 659 entrées sur Paris et sa périphérie,. Avec le recul, Le Grand Restaurant est à la huitième place du box-office des films sortis en 1966 (et le troisième français) derrière La Grande Vadrouille, Le Docteur Jivago, Paris brûle-t-il ?, Pour une poignée de dollars, Les Centurions, Un homme et une femme et Et pour quelques dollars de plus,,. Grâce au cumul spectaculaire de La Grande Vadrouille réuni en plusieurs années, l'année 1966 représente 21 millions d'entrées pour le box-office de Louis de Funès, en seulement deux films.

### Accueil critique

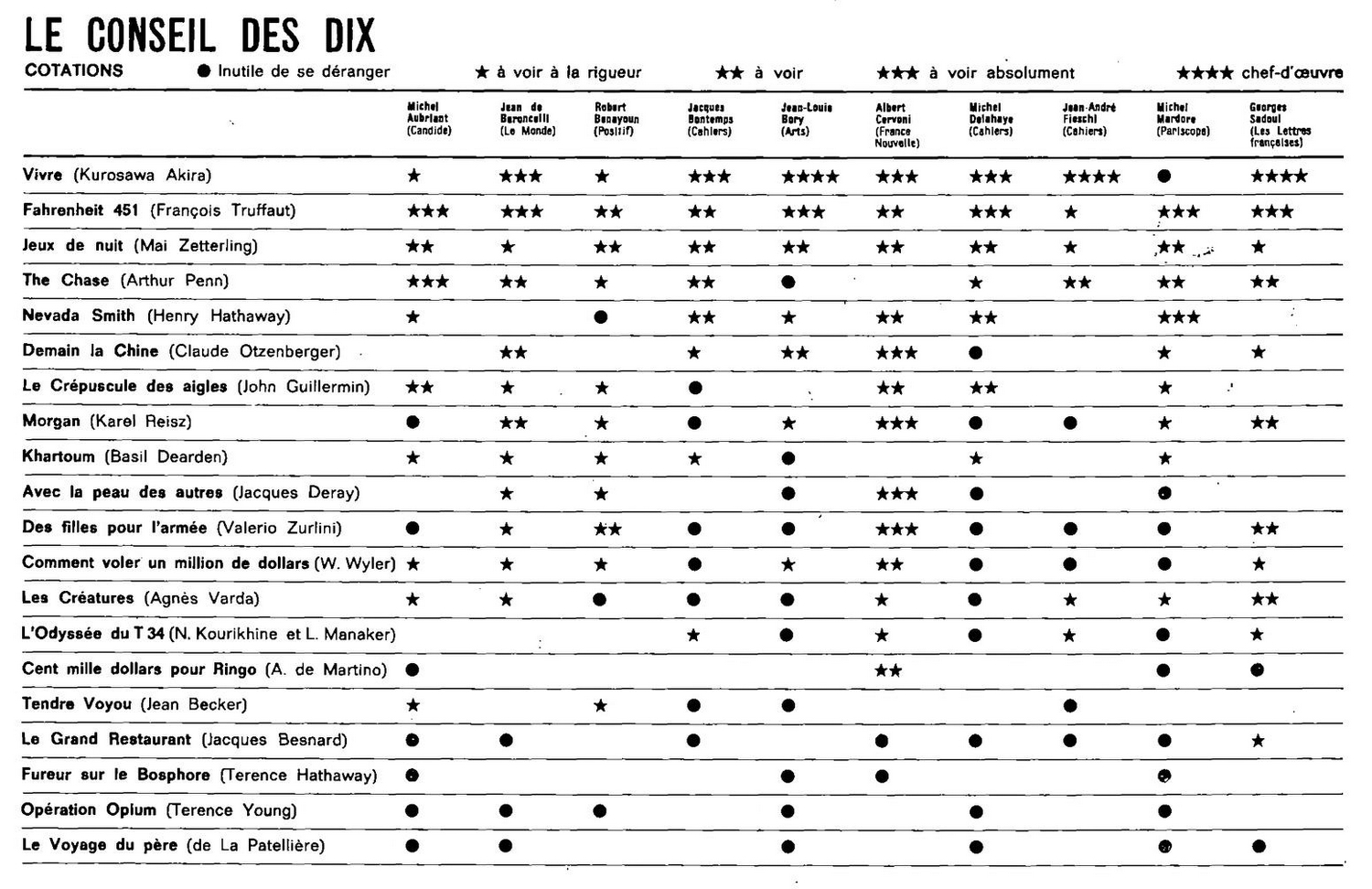
Le Grand Restaurant parmi les cotations du « Conseil des dix » des Cahiers du cinéma, dans lequel seul Georges Sadoul des Lettres françaises attribue un à voir à la rigueur.

À sa sortie, Le Grand Restaurant reçoit des avis globalement défavorables des critiques,. En référence au sujet du film, la plupart des critiques usent de nombreuses métaphores culinaires et gastronomiques dans leurs articles. Pour L'Humanité, « La cuisine de ce Grand Restaurant mérite une étoile, malgré la sauce épaisse de certains plats »,,. Dans l'ensemble, la réalisation de Jacques Besnard et le scénario sont peu appréciés, mais la performance d'acteur de Louis de Funès est — mesurément — saluée,. La critique parue dans Le Nouveau Candide, tout en étant négative, loue le comédien, reconnaissant qu'« à travers lui, le spectateur se défoule. Il incarne la rancœur. L'agressivité, chez de Funès, se teinte d'amertume. L'aigreur de se croire incompris, mal aimé. La peur de vieillir. Funès, c'est la révolte du poujadiste de cinquante ans. Cette révolte est plutôt drôle. N'oublions pas le côté Donald Duck ». Les critiques du Figaro et du Parisien libéré trouvent que le film, bien qu'il ait atteint son objectif de faire rire le public du début à la fin, ne met pas assez en valeur le jeu survolté de l'acteur, mal utilisé. Même Robert Chazal, pourtant d'habitude soutien d'importance de l'acteur dans France-Soir, est déçu : « On rit souvent en se disant qu'on aurait pu rire encore plus si, dans ce Grand Restaurant, la carte des gags avait été encore plus variée,,. »

« La cuisine mijotée par M. Jacques Besnard ne comporte qu'une recette : Louis de Funès. […] Copieusement servi et assorti de quelques entremets Bernard Blier, ce repas n'est certes pas destiné aux estomacs délicats. Le soufflé de Funès contient surtout du vent. Si l'on bâille, ce n'est pas tant de rester sur sa faim, mais parce que l'ennui est à ce film ce que le cheval est à l'alouette dans le fameux pâté. »

— Michel Capdenac, Les Lettres françaises, 16 septembre 1966.
Les deux moitiés du film sont jugées inégales. Michel Mardore des Cahiers du cinéma considère que « pendant une demi-heure, en patron obséquieux recevant le Tout-Paris et martyrisant son personnel, de Funès tente de prendre, parmi les contemporains drolatiques, cette place dont le cinéma « commercial » le frustrait depuis quinze ans. Il le disait, nous l'avions cru. Nous avions tort. Il égale à peine le pire Pierre Étaix. Puis vient la démission totale, une heure de poursuites automobiles, sur un scénario d'une niaiserie digne du festival des amateurs de Saint-Cast ». Le journal américain The New York Times, dans sa version internationale, émet aussi une critique négative : « La première — et meilleure — moitié du Grand Restaurant est dans la tradition enjouée et effrontée de Mack Sennett avec une attaque féroce sur les mœurs, l'étiquette, l'ordre et les faux-semblants de la dignité mondaine (…) Le Grand Restaurant tend ensuite vers l'ordinaire lorsque M. Funès quitte son élégante salle à manger »,.

### Sorties à l'étranger
Le Grand Restaurant sort aussi en Allemagne de l'Ouest le 25 novembre 1966, nommé Scharfe Kurven für Madame, aux Pays-Bas le 22 décembre 1966, en Autriche en janvier 1967, en Finlande le 10 février 1967 sous le titre Kuinka presidentti ryöstetään, en Suède le 23 février 1967 titré Den stora restauranten, en Hongrie le 4 mai 1967 nommé A főnök inkognitóban, au Danemark, le 22 mars 1968 sous les titres Hjælp, vi jagter ou Knald i desserten, en Colombie le 21 août 1968 titré Rapto en un gran restaurante, au Japon le 4 février 1969 nommé パリ大混戦, au Mexique le 19 juin 1969 sous le titre Contraespionaje en el gran restaurante, et au Portugal (à Porto) le 27 janvier 1978 titré O Grande Restaurante.
Le film connaît également des sorties en Allemagne de l'Est (Das große Restaurant), en Argentine (Un loco lindo en el gran restaurant, l'expression « loco lindo » y revenant dans chaque titre funésien), en Australie, en Bulgarie (Големият ресторант), au Canada en français et en anglais, en Espagne (El gran restaurante), en Grèce (Γκραν ρεστοράν ou Ο αρχιμάγειρας του Γκραν Οτέλ ou Το μεγάλο εστιατόριο), en Italie (Chi ha rubato il presidente ?), en Norvège (Den store restauranten), au Pérou (El camarero revoltoso), en Pologne (Sławna restauracja), en Roumanie (Marele restaurant), en Tchécoslovaquie (nommé Grand restaurant pana Septima en tchèque et Grand restaurant pána Septima en slovaque), en Turquie (Enayi Casus), en Ukraine (Великий ресторан), en Union soviétique (Ресторан господина Септима) et au Viêt Nam (Đại Nhà Hàng). Le titres anglophones internationaux sont The Restaurant, The Big Restaurant ou, aux États-Unis, What's Cooking in Paris. Le Grand Restaurant rassemble 26,3 millions d'entrées en Union soviétique. En Allemagne de l'Ouest, le film réunit 250 000 entrées en 1966, puis, lors de ressorties, 412 000 supplémentaires en 1975 et encore 119 957 en 1981,.

### Postérité

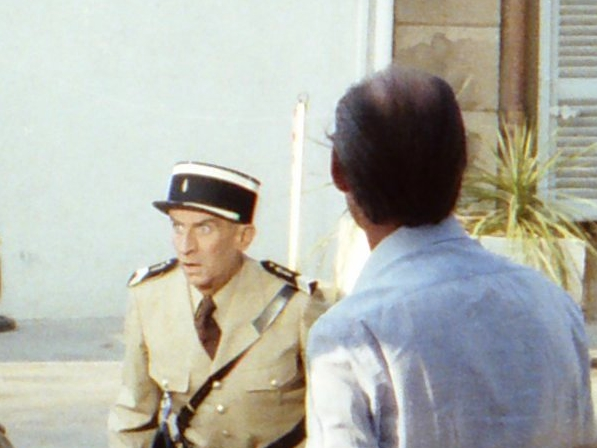
Sous l'œil du réalisateur Jean Girault, Louis de Funès tourne Le Gendarme et les Extraterrestres, cinquième Gendarme, en 1978.

Par la suite, Louis de Funès ne tourne plus avec Jacques Besnard (sauf quand ce dernier dirige la seconde équipe de La Folie des grandeurs en 1971), qui s'établit de son côté comme un réalisateur de petites comédies à succès dans les années 1970,,,. L'acteur retrouve André Hunebelle pour le troisième Fantomas. Il fait appel à Jean Halain sur plusieurs scénarios jusque dans les années 1980. Dès lors qu'il voudra concevoir un film, il collaborera avec son fidèle ami Jean Girault, réalisateur du Gendarme, qui lui permettra de s'immiscer franchement dans la mise en scène vers la fin de sa vie. Éric Besnard, fils de Jacques Besnard, réalise le film Délicieux (2021), racontant la création du tout premier restaurant au XVIIIe siècle,.
Le Grand Restaurant, à l'instar des autres films de Louis de Funès, marque la culture populaire française. En février 2007, lors de la campagne présidentielle, Nicolas Sarkozy déclare : « Je serai un président comme Louis de Funès dans Le Grand Restaurant : servile avec les puissants, ignoble avec les faibles ». Des restaurants font référence au film, notamment à Paris deux établissements étoilés au guide Michelin : Le Grand Restaurant de Jean-François Piège et Septime de Bertrand Grébaut,. La danse de Septime et ses serveurs est reproduite par de nombreuses équipes de serveurs ou cuisiniers, notamment la brigade de Yannick Alléno de Ledoyen,. En 2022-2023, le film est mis à l'honneur lors d'une exposition consacrée à la gastronomie française au musée Louis-de-Funès,. En 2025, un sondage classe Le Grand Restaurant comme la 18e comédie préférée des Français.

### Exploitations ultérieures
À l'instar des autres films de Louis de Funès, Le Grand Restaurant est régulièrement programmé à la télévision française et remporte de bonnes audiences, rassemblant au moins un million de téléspectateurs à chaque reprise,. Les plus anciennes traces de diffusions datent de 1972, 1977, 1979 et 1981. La première diffusion recensée par l'Inathèque remonte au lundi 2 octobre 1995 sur M6 à 20 h 50. Dans un classement de 2018, Le Grand Restaurant était le troisième film le plus rediffusé en France depuis 1957,. Selon un rapport arrêté en 2020, il a été diffusé quarante-trois fois sur les chaînes nationales gratuites françaises, principalement en première partie de soirée. Il s'agit du film de Louis de Funès le plus rediffusé en France, bien loin devant Le Gendarme de Saint-Tropez ou La Grande Vadrouille.
Le Grand Restaurant sort d'abord en VHS. En 2002, le film sort en DVD. Ce dernier inclut un commentaire de la séquence du ballet par la chorégraphe Colette Brosset, une galerie de photos de Roger Corbeau, les affiches du film ainsi que les bandes-annonces. Le Grand Restaurant ressort ensuite en DVD, en 2008, dans une version restaurée. Cette édition reprend les bonus de celle de 2002. Le film est alors présent dans une intégrale de cinq films de Louis de Funès également sortie en 2008.
En 2010, Le Grand Restaurant sort une première fois en haute définition dans une édition Blu-ray et DVD. À l'exception de bandes-annonces, aucun nouveau bonus n'est ajouté. Cinq ans plus tard, une seconde édition en Blu-ray, dans une nouvelle version restaurée, est commercialisée. L'édition reprend le bonus de la séquence du ballet, mais ajoute un entretien avec Bertrand Dicale, biographe de Louis de Funès, ainsi qu'une bande-annonce. Par la suite, le film est présent dans plusieurs intégrales, dont une dédiée à Bernard Blier en 2015 en DVD, et deux à Louis de Funès, en 2016 en DVD, et 2017 en DVD et Blu-ray.

## Analyse
Le Grand Restaurant met en valeur la palette de ressorts comiques de Louis de Funès, demeurant un condensé du rire funésien,. Entretenant son caractère bien défini de petit bourgeois râleur et antipathique, le rôle de Septime lui permet d'exploiter au mieux son personnage fort avec les faibles et faible avec les forts. Il se plaît à moquer les attitudes et rapports d'autorité. Face à ses employés, notamment les cohortes de serveurs, les maîtres d'hôtel et le sommelier, le patron est tyrannique, retors, irascible, tatillon, inflexible et parfois brutal,,. Il interpelle son personnel par de petits bruits de bouche, comme s'il appelait un chien,,. À l'inverse, il fait preuve d'obséquiosité envers ses prestigieux clients, se courbe et leur manifeste un respect exagéré, parfois teinté d'hypocrisie,. Seul parmi les subordonnés, le gigantesque chef de cuisine terrifie et domine Septime, qui rumine sur sa couardise,,. Cette figure, ainsi que celle du commissaire divisionnaire, « l'écrase et révèle la fragilité de son autorité » définit le critique Josué Morel. Ces deux personnages, tout comme les conspirateurs, lui font explorer les registres de la peur et de l'intimidation. Olivier de Funès rapporte que « cette petite société opaque intéresse beaucoup [son père]. Les pressions s'y exercent sans entrave ni témoins ; le licenciement menace les contestataires, le patron a le pouvoir, les supérieurs martyrisent les subalternes, ceux-ci ne pensent qu'à dénoncer un autre subalterne, lequel attend son heure pour se venger, etc. Les coulisses de l'illusion le passionnent ». Contrairement à d'autres films, Louis de Funès n'enfile qu'un seul déguisement : une perruque et un costume bariolé afin de se faire passer pour un poète maniéré, faux client dérangeant destiné à éprouver la patience de ses serveurs,. Selon le biographe funésien Bertrand Dicale, la richesse de « la grammaire sophistiquée d'ordres muets » pour commander le personnel démontre le talent de mime de l'acteur, sa capacité (et sa volonté) à se passer des dialogues. Comme à son habitude, il n'hésite pas à ridiculiser sa petite taille d'1,65 mètre : dans plusieurs plans, Raoul Delfosse est monté sur un tabouret pour accentuer la différence de taille entre le colossal chef de cuisine, et le petit Septime ; durant une bonne partie du film, l'imposant talkie-walkie trimballé par Septime le rend grotesque.

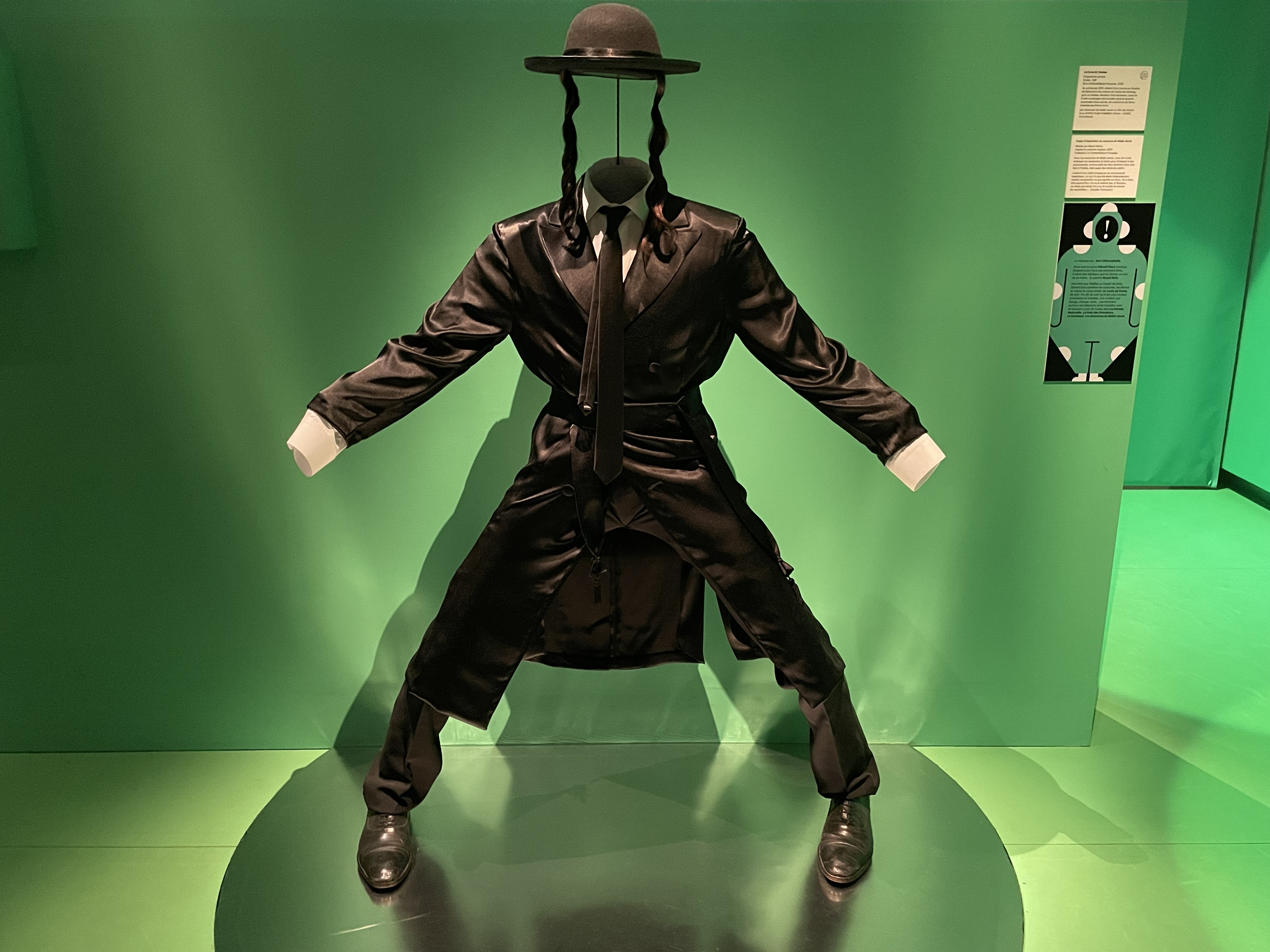
Après Le Grand Restaurant, Les Aventures de Rabbi Jacob (1973) comporte une autre scène de danse fameuse de Louis de Funès.

Avec la répétition du ballet des serveurs, Louis de Funès exécute la plus longue scène de danse de sa filmographie, et l'une des plus énergiques, preuve de son sens musical. Il a régulièrement eu recours à ce procédé comique, par exemple à travers la danse de cabaret déshabillée d'Ah ! les belles bacchantes (1954), le flamenco de Taxi, Roulotte et Corrida (1958) et, plus tard, la chorégraphie hassidique des Aventures de Rabbi Jacob (1973),. Cette scène de danse endiablée du Grand Restaurant constitue l'un des moments d'anthologie de sa carrière, de même que la visite en faux client et la récitation en allemand de la recette du soufflé de pommes de terre,,,,.

« [Après le Gendarme], le recours au modèle militaire pour montrer l'arbitraire et le ridicule de l'autorité se retrouve dans de nombreux personnages […]. Dans Le Grand Restaurant, les références cumulées à l'armée et à la religion sont explicites. Monsieur Septime, restaurateur [forme] son personnel à la baguette. « Sourire, c'est servir » se plaît-il à répéter à ses employés. Une devise qu'il accompagne évidemment d'une discipline drastique — mélange de réflexes d'automate et d'attention de tous les instants — visant à annihiler chez ses subordonnés toute forme de contestation ou d'éventuelles revendications : « Ce sont des méthodes modernes et il faudra vous y faire. » L'exigence du patron rappelle tantôt celle d’un officier des armées tantôt celle d'un maître de ballet : « N'oubliez pas que notre restaurant est l'ambassadeur de la gastronomie française et que ce soir, en servant, vous servez la France. » Aucune place à la fantaisie. Là aussi, l’autorité fanatique du restaurateur alterne avec sa couardise, face à son chef cuisinier, qui est à la hauteur de la tyrannie qu’il fait subir à son personnel.
L'alliance de l'autorité militaire et de la dévotion monacale est d'ailleurs reconnue dans l'aveu de Septime au commissaire principal (Bernard Blier) : « Toute ma passion, c'est mon restaurant. À l'âge de 16 ans, j'entrai en cuisine… », qui le coupe, sarcastique, « comme on rentre dans les ordres. » Toute la première partie du film est une parodie de la dictature et des rapports hiérarchiques, illustrée par une chorégraphie de la servilité qu'accentue encore le cadre du grand restaurant (près de l'Élysée) avec sa clientèle huppée. »

— Larry Portis, « L'État dans la tête et les pieds dans le plat. Hiérarchie et autorité dans les films de Louis de Funès », revue L'Homme et la Société, 2004.
Les critiques dénotent une certaine faiblesse après la disparition du président Novalès, point à partir duquel le film quitte le restaurant et s'oriente vers une intrigue policière,,,,,. Christophe Ernault de Schnock évoque, pour la première moitié du film, un « véritable festival funésien, en état d'ébriété énergique, à la limite de l'humeur peccante, sans doute le plus drôle de sa carrière. Aidé par un dispositif de huis clos théâtral, il y accumule les mimiques, trouvailles, gags visuels, dialogues mordants en service non-stop » puis « on se perd, sans sommation, dans des courses-poursuites en voitures particulièrement inintéressantes, typiques des années 1960 ». Ce détournement soudain de l'intrigue vers la fuite, l'aventure en mouvement loin du restaurant, paraît totalement hors de propos pour l'historien du cinéma Adrien Valgalier. Le biographe Bertrand Dicale explique qu'il est facile de déterminer les contributions des deux principaux scénaristes : la première demi-heure, dont l'action se déroule principalement dans le restaurant, est due à la vedette comique, avec les nombreux gags, les rapports de force entre Septime et les autres personnages, les déguisements, tandis que le reste du film sort de l'imagination de Jean Halain — scénariste des Fantomas, OSS 117 et autres films policiers de son père — qui fait se succéder filatures, courses-poursuites et scènes d'action. La réalisation de Jacques Besnard est d'ailleurs jugée purement fonctionnelle,.
Le Grand Restaurant intervient en pleines Trente Glorieuses, époque de prospérité économique où une partie des Français s'offre de copieux repas, comme pour combler les manques de la Seconde Guerre mondiale. Élément emblématique de la culture française, la cuisine nationale, souvent présente dans le cinéma français, est régulièrement mise en valeur dans les films funésiens, de l'entrecôte cuisinée par l'adjudant Gerber pour contrecarrer le mal du pays dans Le Gendarme à New York (1965), en passant par les mets échappant aux privations de l'Occupation dans La Grande Vadrouille (1966), les plats dévorés par Legrain dans Le Tatoué (1968), jusqu'à la cuisine paysanne du Glaude dans La Soupe aux choux (1981). Les Grandes Vacances (1967) la célèbre en creux en raillant les incongruités de la cuisine britannique, au même titre que Le Gendarme à New York fustigeant l'alimentation transformée américaine. L'Aile ou la Cuisse (1976) revient sur le thème de la haute gastronomie en montrant sa rivalité avec la malbouffe industrielle, le journaliste Alain Kruger y relevant un témoin de « la mise à jour de l'alimentation des Français » dix ans après Le Grand Restaurant.

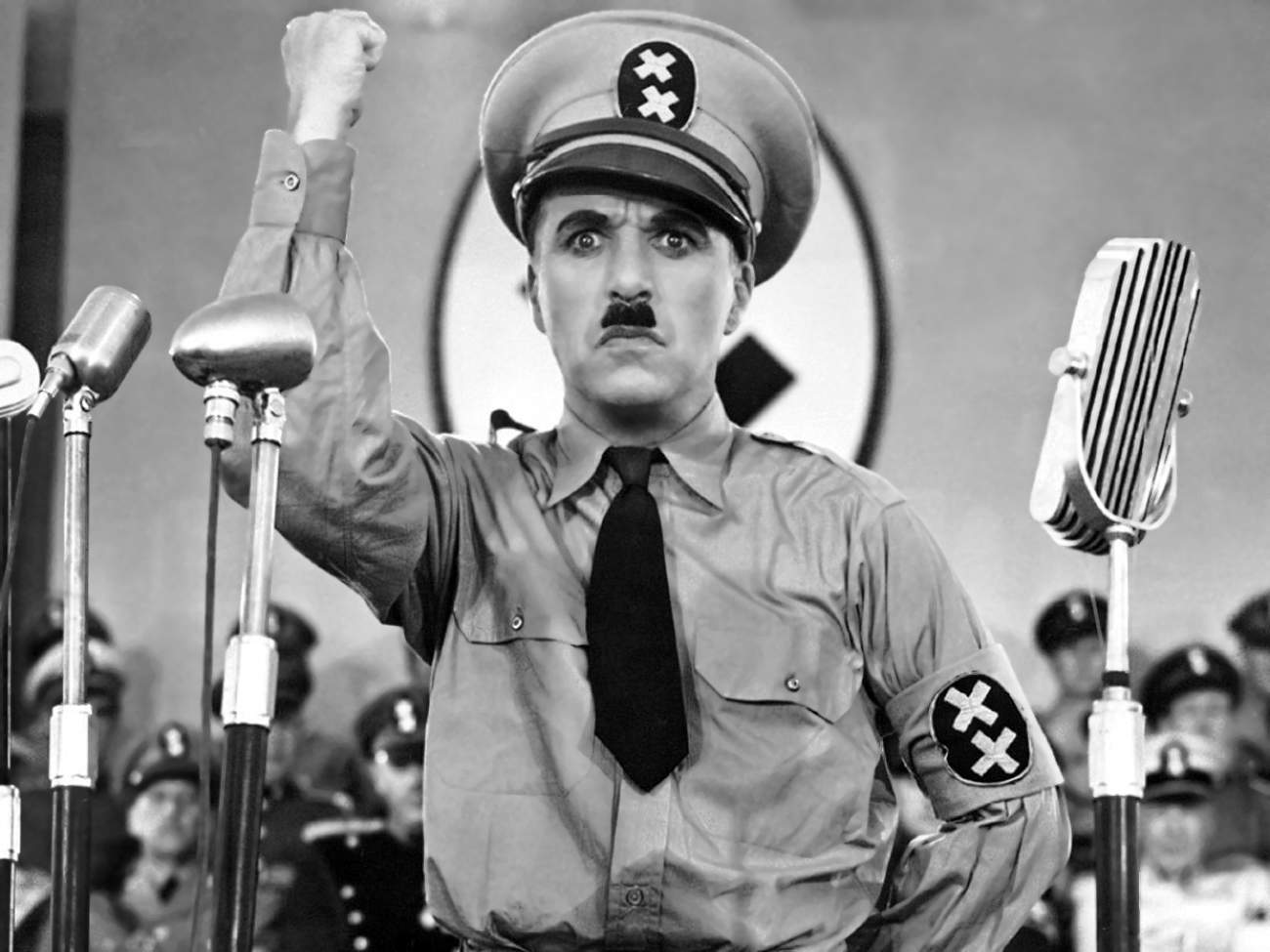
La brève transformation de Septime en Adolf Hitler est un probable hommage de Louis de Funès envers l'un de ses maîtres, Charlie Chaplin.

La scène des ombres chinoises donnant à Septime l'apparence d'Adolf Hitler est parfois interprétée comme un hommage au Dictateur de Charlie Chaplin, que Louis de Funès admirait,. Alain Kruger voit dans la scène de l'inspection surprise un hommage à Voici le temps des assassins (1956) de Julien Duvivier : Septime, déguisé en poète maniéré, passe la même commande, excessivement frugale, que Jean Gabin dans ce film, un radis et une eau minérale. De par son intrigue policière et ses séquences de cascades, Le Grand Restaurant semble s'inspirer des parodies de films de voyous par Georges Lautner comme Les Tontons flingueurs (1963), Les Barbouzes (1964) et Ne nous fâchons pas (1966), une filiation renforcée par la présence de Bernard Blier et ses dialogues « audiardesques ». À la sortie du film en septembre 1966, la disparition du président Novalès chez Septime peut résonner avec l'enlèvement de l'opposant marocain Mehdi Ben Barka en plein Paris, survenu devant la terrasse de Lipp en octobre 1965. Alain Poiré raconte avoir reçu « une lettre recommandée du frère de Ben Barka accusant la Gaumont de s'être servie de cette affaire pour écrire le sujet du film ». La production parvient cependant à prouver que les scénaristes travaillaient sur cette idée bien avant cet évènement fortement médiatisé. Plus tard, l'affaire Ben Barka inspire ouvertement Gérard Oury et ses coscénaristes pour Les Aventures de Rabbi Jacob (1973).
Plusieurs éléments amenés dans Le Grand Restaurant reparaissent dans des films suivants de Louis de Funès. Après avoir été remise à Juve dans Fantomas se déchaîne (1965), l'obsession de Septime d'être décoré de la Légion d'honneur, promise pour sa coopération, revient chez Hubert de Tartas dans Hibernatus (1969), tandis que don Salluste de La Folie des grandeurs (1971) est déchu de sa Toison d'or, l'équivalent espagnol,,. Bernard Blier est repris dans un rôle de commissaire dans Jo (1971), à nouveau soupçonneux envers le personnage funésien, et ce dernier ne peut qu'être aussi gêné face à lui que l'était Septime,,. La DS de Louis de Funès finit une seconde fois à l'eau dans Les Aventures de Rabbi Jacob (1973). Surtout, dans L'Aile ou la Cuisse (1976), à la manière de Septime se grimant pour vérifier la qualité de son établissement en son absence, le critique gastronomique incarné par Louis de Funès, bien trop célèbre, enchaîne les déguisements pour noter incognito des restaurants,,,.